# Montrouge
Pour les articles homonymes, voir Montrouge (homonymie).
Montrouge [mɔ̃ʁuʒ]  est une commune française située dans le département des Hauts-de-Seine en région Île-de-France, dans l'arrondissement d'Antony, au sud de Paris, faisant partie de la Métropole du Grand Paris créée en 2016.

## Géographie

### Localisation

Vue de la commune de Montrouge en rouge sur la carte de la « Petite Couronne » d'Île-de-France.

Dans le passé, Montrouge s'étendait au nord jusqu'à Montparnasse.
Plusieurs événements ont ponctué l'évolution de la commune au XIXe siècle : 
- la construction d'un mur d'octroi en 1854[1];
- la création de fortifications sous Louis-Philippe Ier en 1863 (qui suivaient le tracé du boulevard périphérique actuel) qui scinde la commune en deux : le Petit Montrouge au nord (sur une partie du Paris actuel du 14e arrondissement), le Grand Montrouge au sud ;
- les annexions successives de Paris ;
- les reprises de territoires sur Vanves, Arcueil, Bagneux ;
- le démantèlement du parc du château du duc de la Vallière.

Concernée par le périmètre d'une installation nucléaire, la commune est membre de la commission locale d'information auprès du CEA de Fontenay-aux-Roses.

### Communes limitrophes
Les communes limitrophes sont  Arcueil, Bagneux, Châtillon, Gentilly, Malakoff et Paris.
|           | 14e arrondissement de Paris |          |
| Malakoff  | Montrouge                   | Gentilly |
| Châtillon | Bagneux                     | Arcueil  |

### Géologie et relief
Montrouge a perdu au cours de son histoire les deux tiers de sa superficie qui en 2016 est de 207 hectares ; l'altitude varie de 67 à 85 mètres.
Montrouge étant ville voisine de Paris, elle possède le même type de relief ne présentant qu'un faible écart de variations. La région est de type plaine ou plus largement plateau, comme la plupart des vallées les pentes sont d'un pourcentage relativement faible. Seules quelques rues présentent un dénivelé. Comme Paris, la ville repose sur des carrières de calcaire auxquelles l'ancienne fête des Carriers faisait allusion. Ce type de sol peut présenter des risques s'il est exploité et fragilisé.

### Climat
Pour des articles plus généraux, voir Climat de l'Île-de-France et Climat des Hauts-de-Seine.
En 2010, le climat de la commune est de type climat océanique dégradé des plaines du Centre et du Nord, selon une étude du CNRS s'appuyant sur une série de données couvrant la période 1971-2000. En 2020, Météo-France publie une typologie des climats de la France métropolitaine dans laquelle la commune est exposée à un climat océanique altéré et est dans la région climatique Sud-ouest du bassin Parisien, caractérisée par une faible pluviométrie, notamment au printemps (120 à 150 mm) et un hiver froid (3,5 °C).
Pour la période 1971-2000, la température annuelle moyenne est de 11,9 °C, avec une amplitude thermique annuelle de 15,4 °C. Le cumul annuel moyen de précipitations est de 649 mm, avec 10,7 jours de précipitations en janvier et 7,8 jours en juillet. Pour la période 1991-2020, la température moyenne annuelle observée sur la station météorologique la plus proche, située à Choisy-le-Roi à 8 km à vol d'oiseau, est de 12,7 °C et le cumul annuel moyen de précipitations est de 607,2 mm,. Pour l'avenir, les paramètres climatiques de la commune estimés pour 2050 selon différents scénarios d'émission de gaz à effet de serre sont consultables sur un site dédié publié par Météo-France en novembre 2022.

## Urbanisme

### Typologie
Au 1er janvier 2024, Montrouge est catégorisée grand centre urbain, selon la nouvelle grille communale de densité à sept niveaux définie par l'Insee en 2022.
Elle appartient à l'unité urbaine de Paris, une agglomération inter-départementale regroupant 407  communes, dont elle est une commune de la banlieue,,. Par ailleurs la commune fait partie de l'aire d'attraction de Paris, dont elle est une commune du pôle principal,. Cette aire regroupe 1 929 communes,.

### Occupation des sols simplifiée
Le territoire de la commune se compose en 2017 de 10,4 % d'espaces ouverts artificialisés et 89,6 % d'espaces construits artificialisés

### Habitat et logement
En 2018, le nombre total de logements dans la commune était de 27 266, alors qu'il était de 26 442 en 2013 et de 25 817 en 2008.
Parmi ces logements, 89,8 % étaient des résidences principales, 4,1 % des résidences secondaires et 6 % des logements vacants. Ces logements étaient pour 3,3 % d'entre eux des maisons individuelles et pour 94,9 % des appartements.
La commune ne respecte pas les obligations prévues à l'article 55 de la loi SRU, qui lui impose de disposer d'au moins 25 % de logements sociaux. Au sens de la loi SRU, elle ne dispose que de 21 % de tels logements en 2020. Au sens du recensement, la ville comptait 4 605 logements sociaux en 2008 (19,5 % du parc de résidences principales), nombre porté à 5 193 en 2018 (21,2 %).
Le tableau ci-dessous présente la typologie des logements à Montrouge en 2018 en comparaison avec celle des Hauts-de-Seine et de la France entière. Une caractéristique marquante du parc de logements est ainsi une proportion de résidences secondaires et logements occasionnels (4,1 %) supérieure à celle du département (3,7 %) et à celle de la France entière (9,7 %). Concernant le statut d'occupation de ces logements, 38,1 % des habitants de la commune sont propriétaires de leur logement (41,7 % en 2013), contre 42,5 % pour les Hauts-de-Seine et 57,5 pour la France entière.
| Typologie                                               | Montrouge | Hauts-de-Seine | France entière |
| ------------------------------------------------------- | --------- | -------------- | -------------- |
| Résidences principales (en %)                           | 89,8      | 89,8           | 82,1           |
| Résidences secondaires et logements occasionnels (en %) | 4,1       | 3,7            | 9,7            |
| Logements vacants (en %)                                | 6         | 6,5            | 8,2            |

### Voies de communication et transports

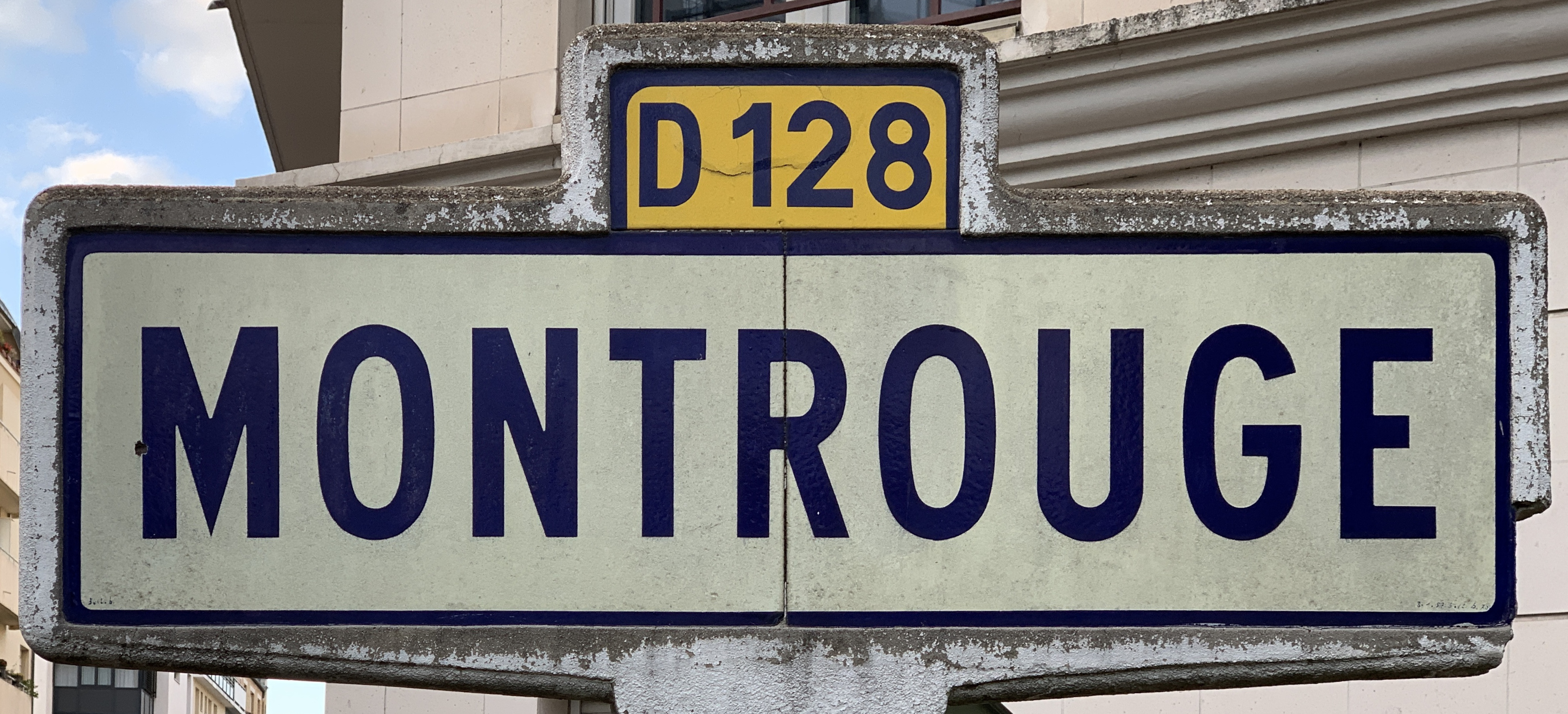
Ancien panneau d'entrée de ville, avenue Henri-Ginoux à Montrouge en venant de Bagneux.

#### Voies de communication
La commune est traversée selon un axe nord-sud à l'est par la RD 920 (anciennement RN 20), à l'Ouest par la RD 906 (anciennement RN 306).
Le seul aménagement cyclable en site propre de la ville se situe avenue Marx-Dormoy (D 62), à cheval sur les communes de Montrouge et Arcueil[Quand ?]. Il présente l'originalité d'être placé au centre de la voirie, et deux bordures plantées le séparent de la circulation. L'avenue de la Marne présente également une piste cyclable à double-sens sur un côté de la rue, y compris là où la vitesse de la circulation générale est limitée à 30 km/h. Des couloirs de bus autorisés aux vélos, notamment sur la RD 920, permettent de faciliter leur circulation et, depuis sa rénovation achevée en novembre 2010, l'avenue Henri-Ginoux (RD 128) est dotée sur son côté gauche d'une bande cyclable entre la rue Gabriel-Péri et l'avenue Verdier, de même que l'avenue Maurice-Arnoux depuis 2018.
Quelques feux de la commune sont dotés de sas pour les cyclistes. Les double-sens cyclables sont inexistants, et les zones 30 ont été supprimées en juillet 2011,.
C'est à Montrouge que la juge Catherine Giudicelli est décédée des suites d'un accident à Vélib' en août 2009, premier accident mortel en banlieue parisienne en utilisant ce moyen de transport.

#### Transports en commun

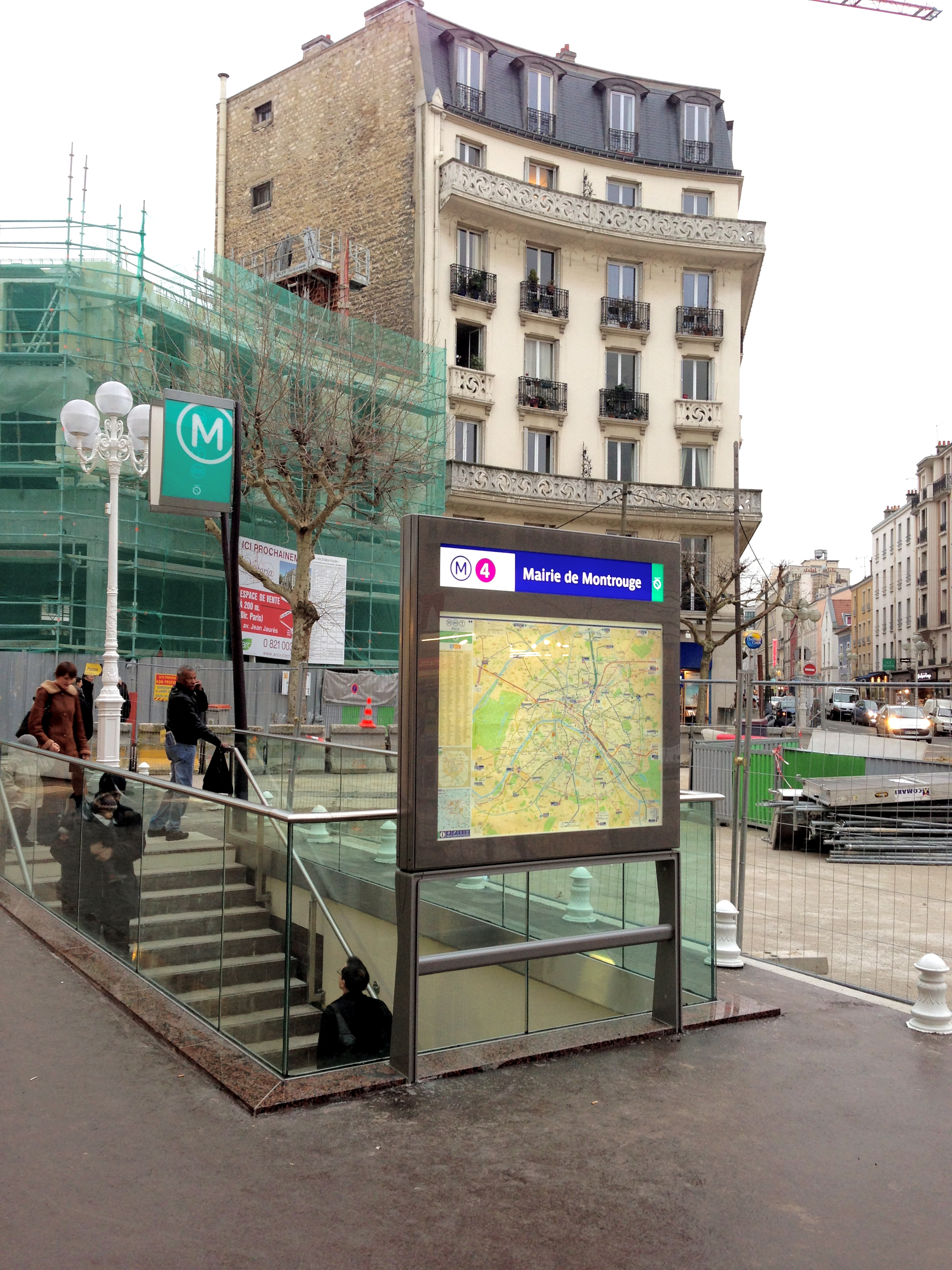
La station Mairie de Montrouge de la ligne 4 du métro.

La commune est desservie par la ligne 4 du métro par les stations Mairie de Montrouge en centre-ville et Barbara, à cheval sur les communes de Montrouge et de Bagneux ainsi que par la ligne 13 du métro par la station Châtillon-Montrouge, aussi desservie par la ligne de tramway T6, à cheval sur les communes de Montrouge et de Châtillon.
En journée, la commune est desservie par les réseaux de bus RATP et Vallée Sud Bus (navette Montbus) et la nuit par le réseau Noctilien.
Du fait de sa position géographique, d'autres stations et gares situées dans les communes voisines desservent la commune : 
- à Paris, dans le 14e arrondissement par la station Porte d'Orléans de la ligne 4, aussi desservie par la ligne de tramway T3a qui dessert aussi les stations Jean Moulin et Montsouris ;
- à Arcueil, par la gare de Laplace de la ligne B du RER ;
- à Gentilly, par la gare de Gentilly de la ligne B du RER.

La commune disposait de quatre stations Autolib' depuis mars 2013 (fermées depuis l'arrêt du service en juillet 2018) et de onze stations Vélib'.

### Montrouge et le handicap
Après des demandes répétées de l'association Défiaccess,, l'équipe municipale d'Étienne Lengereau a mis en place des bandes de guidage dans toute la ville pour aider les déficients visuels à traverser. Il s'agit d'une des rares communes à avoir implémenté des bandes de guidage, et de la seule de France à l'avoir fait si massivement selon Défiaccess.

## Toponymie
La mention la plus ancienne de Montrouge qui soit parvenue figure dans un pouillé imprimé en 1626,. C'est celle d'un accord daté de 1194 sur le montant de la redevance annuelle, cinq sous, due à l'abbaye de Saint-Martin des Champs par le prieuré de Saint-Lazare pour un terrain qui avait été légué à celui ci, au lieu-dit Rubeo monte,,, littéralement « à Rougemont ». Le fief est encore nommé ainsi dans le rôle des feudataires de Philippe Auguste, en 1211.
La forme Monte rubeo, littéralement Mont rouge, apparaît en 1261 dans le testament d'un chanoine de l'abbaye de Chelles, Jean de Monmouth, mais la forme latine ancienne Rubeo monte restera d'usage dans les documents ecclésiastiques.
Beaucoup de fiefs, comme celui de Montfaucon, le fief Baudoin et d'autres, tirent leur nom de celui de leur seigneur. Pour Montrouge, il faudrait dans cette hypothèse supposer que ce seigneur éponyme serait Guy le Rouge (vers 1055-1108), seul chevalier de la région à porter un tel sobriquet. Deux générations après celui ci, à la fin du XIIe siècle, le sobriquet semble enfin avoir été attaché aux successeurs du fief, dont il serait alors devenu le toponyme.[réf. obsolète]. Les toponymistes s'accordent aujourd'hui pour voir dans le type Montrouge une référence à la couleur rougeâtre du sol d'une élévation ou colline,. Montrouge est en effet situé sur un plateau dont l'altitude maximum est de 85 m avec des affleurements argileux qui donnent une couleur rougeâtre au sol. Un lieu-dit de la commune est d'ailleurs appelé Les Fosses Rouges[réf. nécessaire]. Homonymie avec les nombreux Rougemont  de formation plus précoce.

## Histoire

### Moyen Âge
Les Montlhéry, famille à laquelle appartient le seigneur supposé éponyme Guy le Rouge, sont une branche cadette des Montmorency, initialement alliés des Thilbaldiens, lesquels disputent jusqu'en 1284 la prééminence aux Capétiens. Or les terres de Guy le Rouge, homme longtemps influent à la Cour apparenté à son rival Guillaume Ier de Garlande et à la reine Bertrade, tombent en commise pour dettes dans les mains du jeune capétien Louis le Gros, qui a succédé à son père en 1108 après avoir divorcé de Lucienne de Rochefort, la fille de Guy.
Le relatif silence des sources sur Montrouge jusqu'à la fin du XIIIe siècle laisse supposer que l'endroit est resté longtemps peu habité. Comme beaucoup de villages de la banlieue, c'est une campagne où les bourgeois, au premier chef ceux de la Grande boucherie, font engraisser le bétail et cultiver le blé qui nourrissent la ville. Il s'agit alors, au sortir immédiat du Paris d'alors, de ce qui correspond à la commune d'aujourd'hui mais aussi, et principalement, de ce qui constitue la plus grande partie du 14e arrondissement actuel, le terrain du cimetière du Montparnasse inclus.
En 1248, le seigneur du lieu est Odon de Machau, qui confirme cette année-là le don d'une vigne fait par un Odon Gontard au monastère de Saint Magloire. Le fief, garni d'une maison seigneuriale avec colombier, passe peu après au seigneur de Clamart Guillaume de Cuchen, puis à Eustache de Bièvres, un seigneur originaire du Laonnois.
C'est l'héritier de celui-ci, Guillaume de Bièvres, qui en est possesseur quand en 1258, des moines « guillemites », alias Ermites de Saint Guillaume, s'y établissent. Ils y resteront jusqu'en 1674. C'est la seconde communauté de cet ordre à s'installer en France, neuf ans après la fondation du prieuré de Louvergny. Le monastère est aménagé dans une ferme sur un terrain d'un peu moins de deux hectares et demi cédés par Raoul et Sybille de Pacy et prend le nom de monastère des Macchabées. La question d'un lien avec les reliques des Maccabées honorées en l'église Saint-André de Cologne reste sans réponse. Sept ans plus tard, en 1265, sinon quelque temps avant, le fief est confisqué à Guillaume de Bièvres par le roi, en l'occurrence Louis IX. En 1273, il est revenu à un Matthieu Deron.
Quarante ans après sa fondation, en 1298, le monastère acquiert à Paris intra muros le couvent des Blancs Manteaux mais le fief est encore trop désert pour être constitué en paroisse. Un demi siècle plus tard, il appartient à un épicier de Paris, Guérin de la Clergerie, qui en 1351 le vend huit cents livres à Guillaume de Dreux. Quand, deux ans plus tard, celui-ci est condamné pour crime, vraisemblablement pour faux-monnayage, il tombe dans la possession du trésor royal.
En 1386, la population, peut-être parce que la guerre de Cent Ans l'a poussée à se réfugier autour du monastère, est devenue suffisamment importante pour avoir son propre curé, Pierre Guevre. À la mort de celui-ci, en 1413, les moines sont si pauvres qu'il est question de confier le service paroissial au supérieur du monastère de sorte que le diocèse lui aurait apporté la collation afférente, mais le chapitre de Paris refuse.
Au début du XVe siècle, peut être à la faveur du sacre à Notre-Dame du roi Henri II, alias Henri VI d'Angleterre, acclamé par les Parisiens le 16 décembre 1431, ou au contraire à la suite du départ des Anglais chassés par Arthur de Bretagne en avril 1436, le fief de Mont-rouge revient à un certain Guillaume Caleville, ancien guerrier alors très âgé. Ce frère du chambellan de Charles VI Philippe de Calleville, mort en 1399, meurt à son tour sans descendant. Le roi Charles VII remet Mont-rouge comme un honneur à Cristy Chamber, en français Cristin de la Chambre, qui a été le capitaine de sa Garde écossaise, « premier homme d'armes de France », de 1427 à 1445 et l'a escorté durant son sacre, en 1429. D'autres compagnons d'armes se voient ainsi récompensés par des fiefs disponibles. Celui de Montrouge passe ensuite au pair Jean de Mailly puis, en 1474, au frère et héritier de celui ci, Ferric de Mailly.
En 1486, Jehan Langlois rend une reconnaissance à Geoffroy Cunin pour cinq quarterons de vigne sis à Montrouge.

#### Les Hospitaliers
C'est très probablement la grange donnée par Guillaume des Barres en 1191 qui est à l'origine du membre de Montrouge du prieuré hospitalier de Saint-Jean de Latran,. La grange, se transforme en domaine seigneurial lors de la séparation de Lourcines avec ses terres qui se trouvaient le long du grand chemin de Paris à Montlhéry sur le territoire de Montrouge. Dans un bail datant de 1466, Renaud Gorre, commandeur, déclare affermer pour neuf ans à un certain Germain Amaury, laboureur à Chasseney, la métairie avec étables, grange, cour, jardin fermé de murs, moulin à vent et 720 arpents de terre labourable à Montrouge, 10 arpents de près au membre de Chantilly et au membre de Savigny, contre un fermage de 2,5 muids de blé, 1,5 muids d'avoine, un sétier de grosses fèves et quatre douzaines de pignons,

### Temps modernes
En 1553, Genevieve Huré, veuve de Nicolas Vandier, vivant asseyeur de la monnoye de Paris fait donation à son fiancé Guillaume Robineau (Robyneau), docteur régent de la faculté de médecine de Paris, d'une maison sise dans la grande rue, ainsi que d'une pièce de terre à Gentilly.
Celui qui met Montrouge le plus à la mode fut Charles de l'Aubespine (1580-1653), marquis de Chàteauneuf, garde des sceaux du Roi Louis XIII.
Vers 1640, la plaine de Montrouge devient une réserve à gibier aménagée pour les chasses royales. Montrouge attire les notables à la recherche d'une retraite discrète.
En 1613, Guillaume de l'Aubespine, baron de Châteauneuf, chancelier des ordres du Roi, achète de Nicolas Lhuillier la seigneurie de Montrouge, puis la transmet à son  fils Charles de L'Aubespine, marquis de Châteauneuf. Devenu en 1630 garde des sceaux de France, ce dernier entreprend en 1631 l'agrandissement de sa terre et de son château de Montrouge. L'architecte François Mansart est chargé d'ajouter une aile au corps de logis existant, auquel une seconde aile est ajoutée ensuite, il dirige aussi les aménagements du parc.
A la mort, sans postérité, du chancelier de l'Aubespine, en 1653, le château, est légué à Pomponne II de Bellièvre, marquis de Grignon, président à mortier au Parlement de Paris, dont le fils l'échange en 1657 avec François de L'Aubespine, marquis de Hauterive, frère du chancelier.
Le château est acquis en 1691 par Jan Andrzej Morsztyn. Autrefois situé sur l'axe de l'actuelle avenue de la République, à la hauteur de l'église Saint Jacques le majeur, le château est démoli vers 1815,.
En 1666, Louis Barboteau, qui fut contrôleur général du trésor de la Chambre du Roi et soutint l'Oratoire de France, lègue à sa mort quatre mille livres pour fonder une école à Montrouge. Un an et demi plus tard, en mars 1668, celle-ci est ouverte par la veuve, qui nomme à sa direction un laïc. Devant ce scandale qui, dans un contexte de lutte contre le jansénisme et le quiétisme, remue les oppositions entre les évêques et la Compagnie du Saint-Sacrement bientôt relayée par les Jésuites autour de la question de la gratuité de l'enseignement et de l'exclusion des enfants pauvres, le curé de la paroisse saisit le tribunal. Il faut presque huit années de procédures pour que l'Église impose un prêtre, qui est finalement choisi par Madame Barboteau mais pas sans l'agrément du chantre du chapitre cathédral de Notre Dame, Claude Joly.
Vers les années 1780, Jacques Philippe Martin Cels (1740-1806), l'un des plus habiles botanistes cultivateurs de son temps, établit hors la barrière du Maine, dans la plaine du Petit-Montrouge, en bordure de la chaussée du Maine, près du Moulin Janséniste, son célèbre jardin avec serres et pépinières où lui-même puis son fils et ses petits-fils cultivent, multiplient et commercialisent des plantes étrangères rares,. La rue Cels, ouverte en 1850 sur une portion de la pépinière honore sa mémoire. Cette ancienne rue de la commune de Montrouge a gardé son nom après son intégration dans le 14e arrondissement de Paris en 1860.

### Révolution française et Empire
En vertu de la loi du 12 novembre 1789, votée par l'assemblée nationale constituante créant les municipalités, Montrouge devient une commune avec un conseil municipal, élu par les habitants, et un maire. Le premier maire de Montrouge est François Ory (1736-1809), originaire du Sap (Orne), maître carrier, entré en fonction en 1790 et remplacé l'année suivante par Étienne Massé. 
Au printemps de l'an II de la République (1794), c'est dans la plaine de Montrouge que le destin du philosophe, partisan des libertés et défenseur des droits de l’homme Condorcet, décrété d'arrestation depuis 1793, prend une ultime tournure tragique, sous la forme d’une longue errance de deux jours et deux nuits à travers cette campagne encore quasiment déserte. Fuyant devant le danger imminent d'une perquisition de sa cachette à Paris, il espère – en vain – trouver refuge auprès de ses plus anciens amis — le couple Suard — propriétaires d'une maison à Fontenay-aux-Roses. Condorcet a 56 ans et il peine à marcher. Le matin du 6 germinal an II (25 mars 1794), il réussit, grâce au concours d'un ami à quitter Paris sans certificat de civisme ni passeport, par la barrière du Maine. De là, il gagne Fontenay, distant de dix kilomètres, en quatre longues heures épuisantes de marche. Or, ce jour-là et le suivant les Suard sont absents. Condorcet n'a pas la force de parcourir le chemin en sens inverse. De plus, faute de papiers, il risquerait cette fois de se faire arrêter à Paris à la barrière d'entrée. Il se met alors à errer et passe la nuit « à la belle étoile, quelque part dans la plaine de Montrouge ». Le lendemain, 7 germinal (26 mars), il repasse sans plus de succès à Fontenay, recommence à errer dans les parages et aurait passé, selon Madame Suard, la seconde nuit dans « des carrières de pierre qui sont sur la route de Fontenay-aux-Roses ». Le 8 germinal (27 mars) au matin, il parvient enfin à rencontrer Suard. Risquant la guillotine en cas de découverte d’un fugitif chez lui, celui-ci le met dehors au bout de deux heures. Affamé, Condorcet s'attable ce même jour en début d'après-midi dans une auberge à Clamart-le-Vignoble, ou son aspect, son état de fatigue, sa barbe de plusieurs jours et ses propos le rendent suspect. Dénoncé au comité de surveillance, il est enfermé sous une fausse identité à Bourg-l'Égalité où il décède le surlendemain, 10 germinal (29 mars).
En 1799, une partie du Petit-Vanves est rattachée à Montrouge. C'est ainsi que l'ancien petit cimetière juif mis en service en 1792 au Petit-Vanves pour la communauté ashkénaze de Paris et alentours se trouvait désormais sur le territoire de Montrouge. Désaffecté en 1809, il a définitivement disparu dans la deuxième moitié du XXe siècle (voir 90, rue Gabriel-Péri).
En 1815, pendant les Cent-Jours, à l'approche des troupes de Blücher, il apparut que la plaine sans obstacles de Montrouge, insuffisamment aménagée et gardée, pouvait offrir une position avantageuse aux ennemis pour livrer bataille sous les murs de Paris et pénétrer dans la ville. Un corps de la cavalerie française, échappé de la bataille de Waterloo, détaché du camp du prince d'Eckmühl et placé sous les ordres d'Exelmans et de Vandamme, avait bien chassé de Versailles, le 30 juin 1815, deux régiments ennemis, mais avait été contraint de se replier devant l'arrivée de renforts allemands. Vandamme mena alors une partie de ce corps d'expédition, augmenté de quelques recrues fédérés couvrir les plaines situés entre Sèvres et Châtillon, occupant Meudon, Issy, Vanves et Montrouge où les élèves de l'École polytechnique avaient abandonné leur position sur la butte de Saint Chaumont s'y joignirent en amenant leurs canons. Ces différents troupes furent prêts et hautement motivés à combattre lorsque tomba la nouvelle que selon les termes d'une convention militaire avec les alliés, ultérieurement dite Convention de Saint-Cloud du 13 juillet 1815, les hostilités venaient définitivement prendre fin. Elles quittèrent leurs positions à Montrouge le lendemain de cet armistice, Vandamme se retirant avec l'armée au-delà de la Loire.

### XIXesiècle

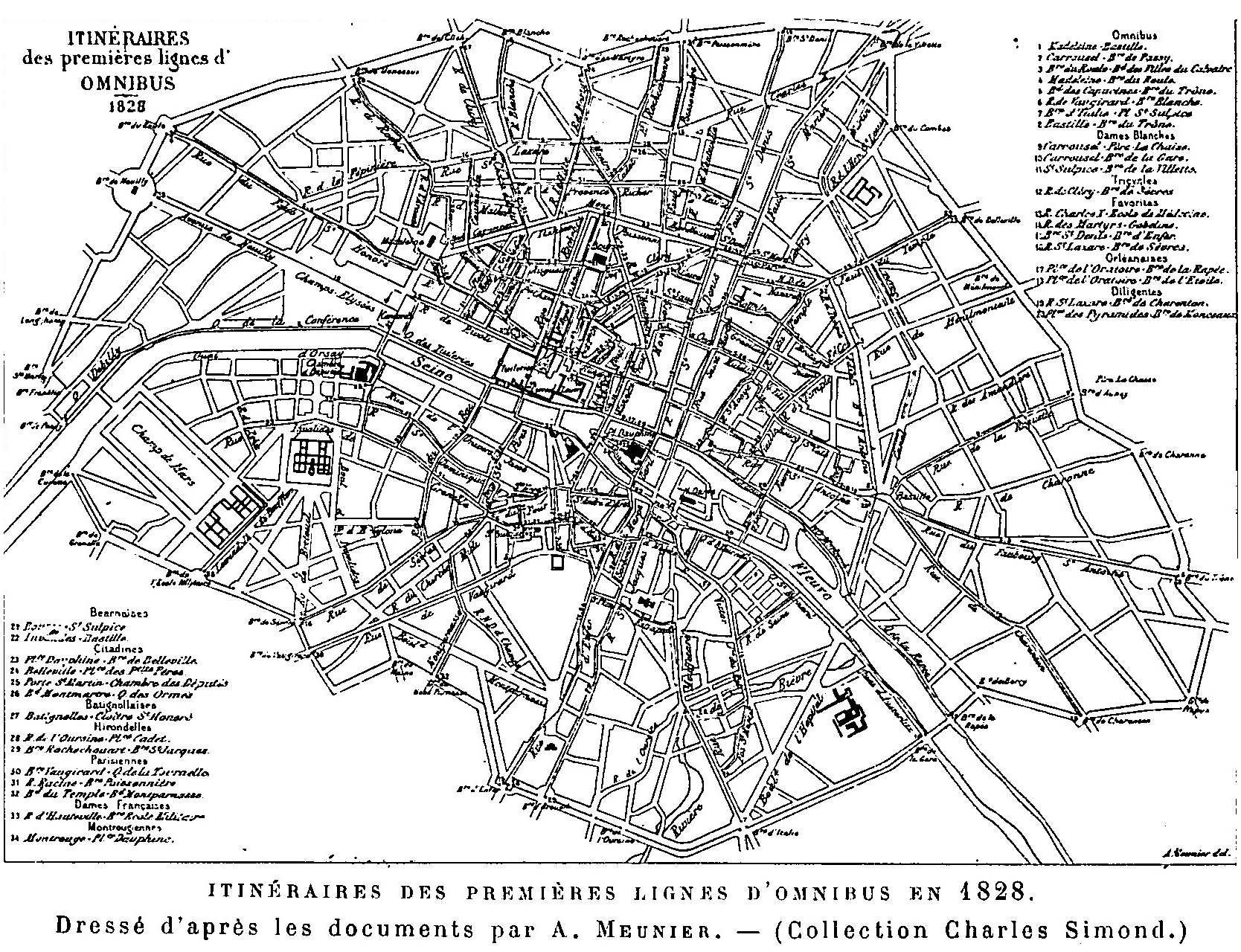
Itinéraires des premières lignes d'Omnibus. Les Montrougiennes circulant entre l'extrême limite nord du Petit-Montrouge (barrière d'Enfer) et la Place Dauphine. Plan de 1828.

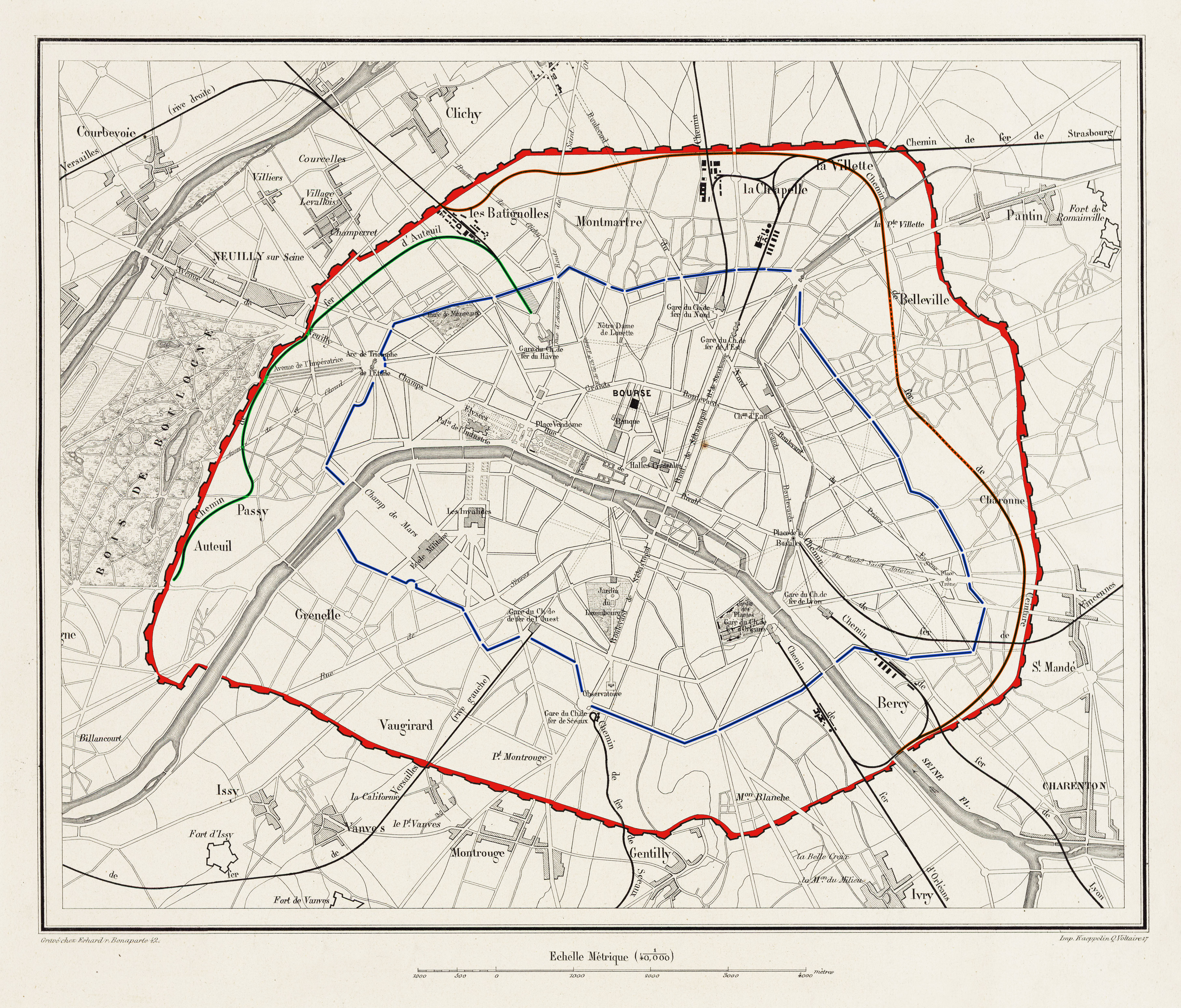
Paris et environs, 1858. Isolé du Grand-Montrouge, le Petit-Montrouge est pris entre les fortifications (rouge), les limites de Paris (bleu) et les lignes du chemin de fer de l'Ouest et de Sceaux.

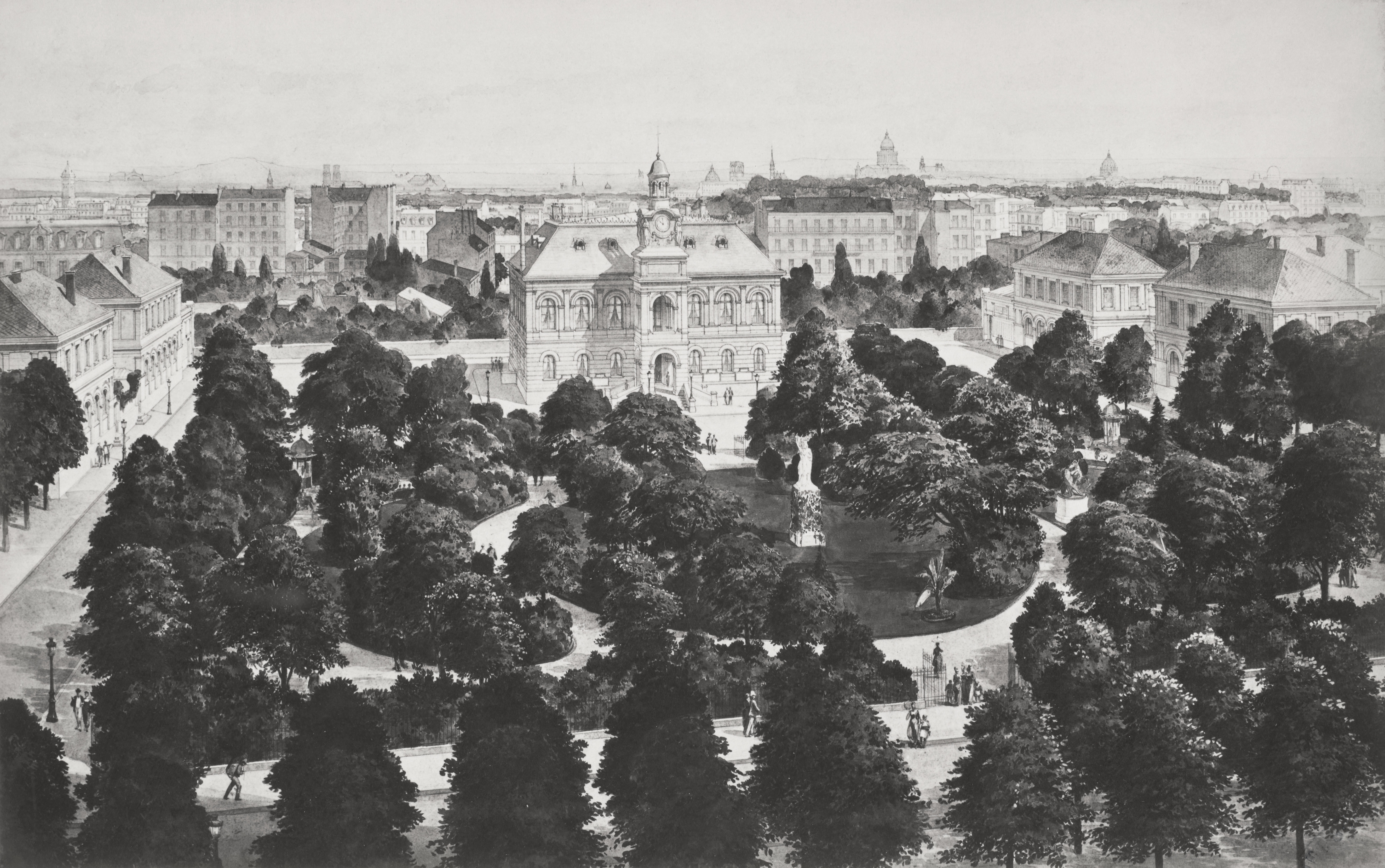
L'ancienne mairie de Montrouge (1851-1855) au Petit-Montrouge et le square de Montrouge avant leur annexion à la ville de Paris.

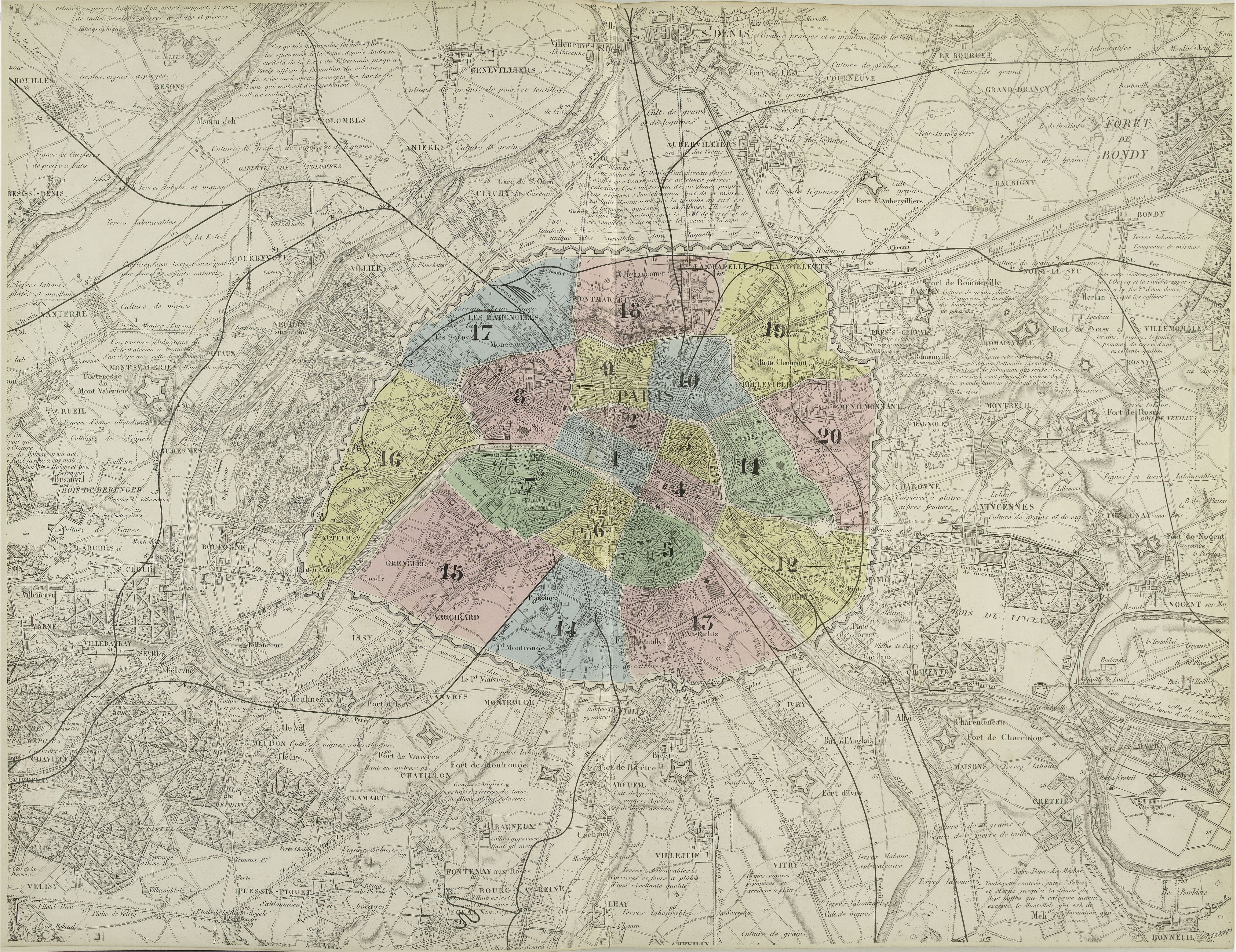
Plan de Paris indiquant la « zone unique des servitudes dans laquelle on ne pourra plus bâtir » (1868).

À partir de 1816, les Jésuites — de retour en France en 1814 après en avoir été bannis en 1762 — disposèrent d'une maison de campagne à Montrouge. Ce fut la première propriété dont ils firent l'acquisition en France, après leur rétablissement. Le Père de Clorivière, supérieur provincial de France, qui était à l'origine de cette acquisition, écrivit le 8 octobre 1816 au Supérieur général Tadeusz Brzozowski : « Nous venons de faire l’acquisition d’une maison de campagne. Elle devenait nécessaire pour la conservation des santés qui souffraient notablement dans la maison de Paris, où nous sommes renfermés sans avoir aucun espace pour prendre de l'air et de l’exercice. Cette maison est agréablement située, à trois quarts de lieue d'ici, dans le village de Montrouge, à côté de l’ancienne maison de campagne du noviciat de Paris. » De Clorivière, maître des novices, ne songeait nullement à faire usage de la nouvelle maison de campagne pour extraire les pensionnaires de leur logement exigu, sis à Paris, rue des Postes. Âgé et manquant de forces, il obtint d'être déchargé de ses lourdes fonctions en décembre 1817. Ce fut son successeur, le Père Aloys Simpson, investi en janvier 1818, qui fit effectuer les travaux d'aménagement nécessaires et établit le nouveau noviciat des Jésuites à Montrouge. Les 15 novices venant de la rue des Postes en prirent possession le 15 avril 1818. Dès l'hiver de cette même année, on y comptait près de 40 novices. L'établissement fut doté d'une petite chapelle en 1822. Pendant les trois « Glorieuses », la maison fut mise à sac le 28 juillet 1830, puis entièrement saccagée au mois de février 1831,.
Un nouveau cimetière est ouvert en 1819, rue du Reposoir.
Au Petit-Montrouge, le géographe Jean-Léon Sanis (vers 1802-1879) construisit progressivement, de 1834 à 1845, sur un terrain de 33 ares près du « château du Maine » (futur quartier de Plaisance) une attraction éducative alors unique en Europe qui consistait en une grande carte en relief de la France, connue sous le nom de géorama de Montrouge,.
La construction de l'enceinte de Thiers (1841-1844) isole le Grand-Montrouge de son ancien écart, le Petit-Montrouge, plus proche de Paris et qui se développe rapidement.
Vers 1834, Jacques-Paul Migne (1800-1875), dit abbé Migne, éditeur de plusieurs journaux politiques, avait fondé sur un vaste terrain au 127, chaussée du Maine à proximité du carrefour des Quatre-Chemins les « ateliers catholiques » du Petit-Montrouge qui comprenaient notamment une imprimerie autonome, de la fonte des caractères jusqu'à la reliure, mais aussi des ateliers de peinture, de sculpture, d'harmoniums et d'orgues. L'abbé Migne y entreprit l'impression de plusieurs collections de livres pour former sa bibliothèque universelle du clergé et des laïques instruits. Après plus de trente ans d'existence, l'entreprise de l'abbé Migne fut anéantie dans la nuit du 12 au 13 février 1868 dans un immense incendie.
En vertu de la loi du 11 juin 1859, effective en 1860, l'annexion par Paris des territoires situés à l'intérieur de l'enceinte de Thiers ampute Montrouge du « Petit-Montrouge » qui forme depuis une partie du 14e arrondissement de Paris. Seul le « Grand Montrouge » reste distinct de Paris. En 1860, la commune passe de 350 ha à 105 ha et à 75 ha en déduisant les 27 ha inconstructibles frappés des servitudes inhérentes à la zone militaire. D'une population de 25.000 habitants, il n'en reste que 4.000 et le revenu de la commune chute de 200.000 francs à 50.000. De surcroit, un passif de 45.000 francs est laissé entièrement à la charge du Grand-Montrouge. Outre sa mairie qu'elle venait d'ériger, (désormais mairie du XIVe arrondissement), la commune perd son prestigieux hospice, une ancienne fondation royale datant de 1780 (actuel hôpital La Rochefoucauld). Cette perte ne sera comblée qu'en 1874 par l'inauguration, au Grand-Montrouge, de l'hospice Verdier (disparu), rendu possible grâce à la générosité d'une donatrice qui a laissé son nom à l'établissement. Montrouge est également privé de la présence, sur son territoire, de l'« embarcadère de Sceaux » (gare de Denfert-Rochereau, 1846).
Dès 1860, la commune du Grand-Montrouge formule une demande d'agrandissement de son territoire au détriment des communes limitrophes, mais le dossier est détruit dans l'incendie de l'hôtel de ville de Paris (1871). Cette demande est réitérée en 1872, par une pétition solidaire des habitants des communes d'Arcueil (130 signatures) et de Montrouge (790 signatures). Le rapport sur le projet de loi tendant à fixer les nouvelles limites des communes de Montrouge, Châtillon, Bagneux, Arcueil et Gentilly figure à l'ordre du jour de la séance du 22 juillet 1875 de l'Assemblée nationale.

### XXesiècle
À partir de 1925, la ville de Montrouge connaît un essor industriel important (nombreuses imprimeries, pour la plupart aujourd'hui disparues, moteurs Messier, Schlumberger, également disparus...).[réf. nécessaire]

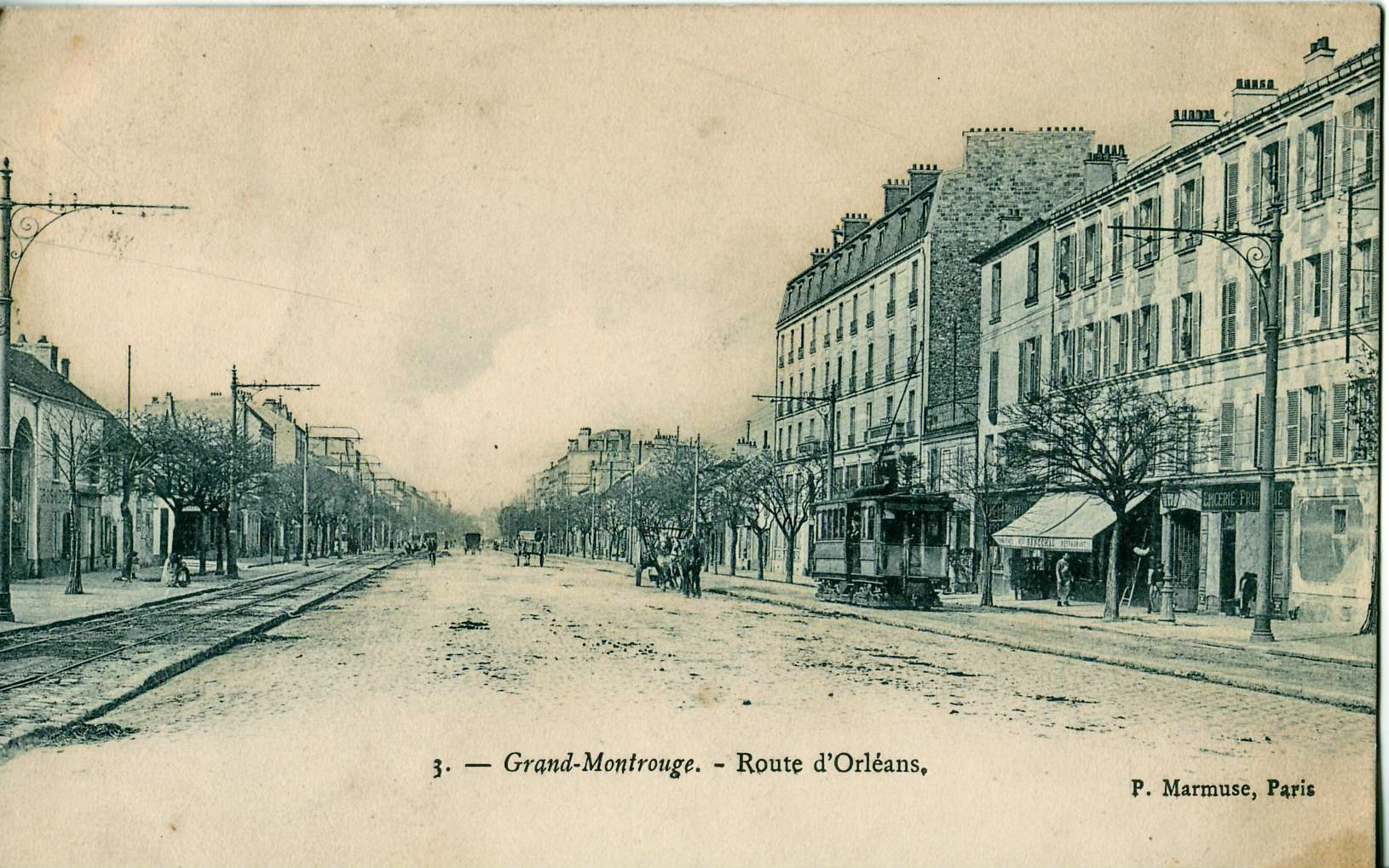
La route d'Orléans, actuelle avenue Aristide-Briand, avant 1914.

En 1928 est mis en service le central téléphonique « Alésia - Montrouge », bâti en brique au 13, rue Camille-Pelletan. Montrouge devient ainsi la première ville de l'ancien département de la Seine (devenu Région parisienne depuis 1968) à être dotée d'un central téléphonique automatique[réf. nécessaire]. Il desservait, en 1963, outre Montrouge les communes d'Arcueil, Bagneux, Cachan, Châtillon, Gentilly et Malakoff (voir aussi : Liste des centraux téléphoniques de banlieue.)
Le 14 juillet 1935, Victor Basch (président de la Ligue des droits de l'homme) préside l’événement fondateur du Front populaire au vélodrome de Buffalo à Montrouge, réunissant toutes les organisations de gauche. Après ce meeting à Montrouge, la foule se rend en manifestation à la Bastille, faisant le serment solennel de « rester unis pour désarmer et dissoudre les ligues factieuses, pour défendre et développer les libertés démocratiques et pour assurer la paix humaine ».[réf. nécessaire]
Durant la Seconde Guerre mondiale, Montrouge est un lieu de résistance héroïque contre l'occupant. La société des Compteurs et le dépôt de la SNCF sont les principaux établissements où se retrouvent de nombreux résistants. Parmi eux[réf. nécessaire] :
- Henri Rol-Tanguy qui donna l'ordre d'insurrection parisienne le 19 août 1944 (un petit square disparu avec la création des 'allées Jean-Jaures' lui rendait hommage) ;
- Bernard Blandin (Compteurs) qui s'engagea dans les FFI ;
- l'agent de liaison Joséphine libéré de Ravensbruck le 31 mai 1945 ;
- Marcel Pinard, trésorier CGT de Montrouge, interné au camp de Pithiviers ;
- Auguste Monjauvis (Compteurs), déporté en Allemagne, frère de Lucien Monjauvis qui fut parmi les deux préfets communistes de la Libération ;
- Jean Monneron (Compteurs) fusillé par une patrouille allemande devant le 110, avenue Verdier ;
- Eugène Vaugeois également fusillé par cette même patrouille allemande devant le 110, avenue Verdier ;
- Jean Dupasquier (compteurs) qui perdit une jambe au cours des combats de la libération de Paris ;
- Georges Bouzerait, fusillé le 11 août 1942 avec 87 autres otages au mont Valérien (le nom d'une rue lui fut donné en hommage) ;
- Jean-Baptiste Douvrin, fusillé le 11 août 1942 avec 87 autres otages au mont Valérien ;
- René Renard (Compteurs de Montrouge) FTP déporté et mort pour la France, au camp de concentration du Struthof (situé à Natzwiller en Alsace).
- Alphonse Robert Thil dit Gaston né le 13 juillet 1875 à Poitiers, dessinateur, graveur, lithographe, membre SFIO, chef du comité d'action de la CGT, résistant, éditeur de la Nouvelle République de Patriam Recuperare[67], futur maire de Montrouge.

### XXIesiècle
Le 23 mars 2013 est inaugurée la station « Mairie de Montrouge » de la ligne 4 du métro de Paris. C’est la première station de métro sur le territoire de la commune. Depuis 1975 les habitants du sud-ouest de la ville bénéficiaient déjà de la proximité de la station « Châtillon – Montrouge », terminus de la ligne 13 situé dans la commune de Châtillon.
Le 8 janvier 2015, Clarissa Jean-Philippe stagiaire de la police municipale de Montrouge, appelée pour un accident de circulation est mortellement blessée par Amedy Coulibaly, au carrefour des avenues Pierre-Brossolette et de la Paix, dans la lignée des attentats de janvier 2015 en France. Depuis le 9 janvier 2016, à la suite d'une commémoration présidée par François Hollande, président de la République française, l'avenue de la Paix à Montrouge est dénommée avenue de la Paix-Clarissa-Jean-Philippe. Puis, le 9 janvier 2025, c'est l'hôtel de police municipale qui est renommé afin de lui rendre hommage.[réf. souhaitée]
Le 17 janvier 2022 la ligne 4 du métro de Paris est prolongée vers Bagneux et est inaugurée la station « Barbara » à la limite sud de la commune.

## Politique et administration

### Rattachements administratifs et électoraux
Jusqu’à la loi du 10 juillet 1964, la commune faisait partie du département de la Seine. Le redécoupage des anciens départements de la Seine et de Seine-et-Oise fait que la commune appartient désormais au département des Hauts-de-Seine à la suite d'un transfert administratif effectif le 1er janvier 1968.
La commune constituait historiquement le canton de Montrouge. Dans le cadre du redécoupage cantonal de 2014 en France, le canton s'est agrandi à une seconde commune, avec Malakoff.

### Intercommunalité
La commune était membre de la communauté de communes de Châtillon-Montrouge créée en 2005.
Le 1er janvier 2016, Montrouge est intégrée à la métropole du Grand Paris.
La loi portant nouvelle organisation territoriale de la République du 7 août 2015 (Loi NOTRe) prévoit également la création le 1er janvier 2016 d'établissements publics territoriaux (EPT), qui regroupent l'ensemble des communes de la métropole à l'exception de Paris, et assurent des fonctions de proximité en matière de politique de la ville, d'équipements culturels, socioculturels, socio-éducatifs et sportifs, d'eau et assainissement, de gestion des déchets ménagers et d'action sociale, et exerçant également les compétences que les communes avaient transférées aux intercommunalités supprimées
La commune fait donc partie depuis le 1er janvier 2016 de l'établissement public territorial Vallée Sud Grand Paris, créé par un décret du 11 décembre 2016.
L'EPT exerce, outre les compétences attribuées par la loi à cette catégorie d'établissement public de coopération intercommunale (EPCI), celles que les communes avaient transféré aux anciennes intercommunalités supprimées à l'occasion de sa création :
- la communauté de communes de Châtillon-Montrouge (Montrouge, Châtillon) ;
- la communauté d'agglomération des Hauts-de-Bièvre (Châtenay-Malabry, Antony, Bourg-la-Reine, Le Plessis-Robinson, Sceaux dans les Hauts-de-Seine – les deux communes essonniennes de Verrières-le-Buisson et Wissous étant rattachées à la communauté d'agglomération Communauté Paris-Saclay) ;
- la communauté d'agglomération Sud de Seine (Fontenay-aux-Roses, Bagneux, Clamart, Malakoff).

### Tendances politiques et résultats

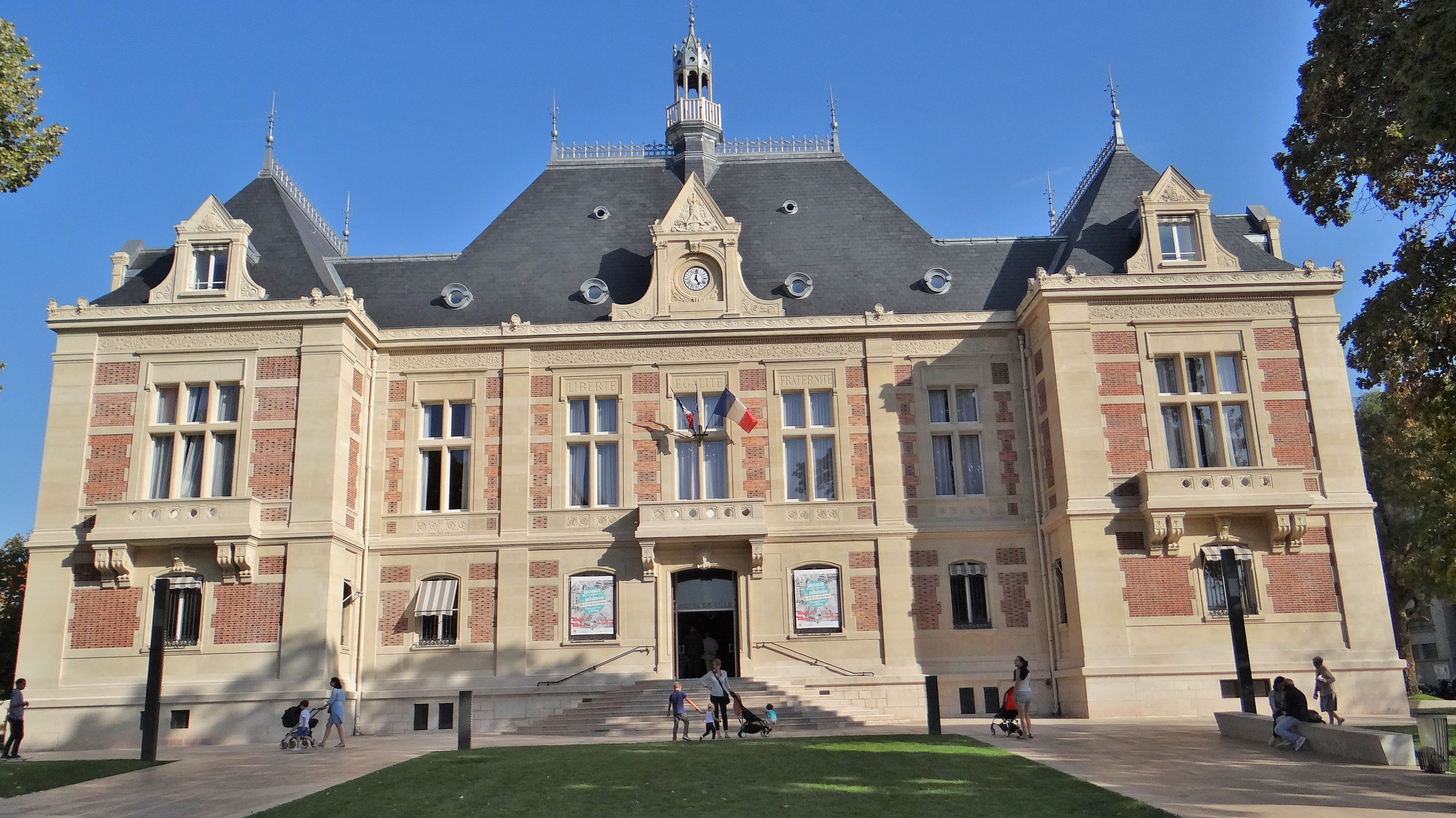
La mairie.

Montrouge est très ancré au centre-droit (UDI, NC avec 62 %) la gauche faisant des scores moyens (29 % aux élections municipales de 2014). Le Front national, renommé en 2018 le Rassemblement national y fait de très bas scores (5 %).[réf. nécessaire]
Au premier tour des élections municipales de 2014 dans les Hauts-de-Seine, la liste Jean-Loup Metton *  menée par le maire sortant Jean-Loup Metton obtient la majorité absolue des suffrages exprimés, avec 9 700 voix (61,65 %, 36 conseillers municipaux élus dont 5 communautaires), devançant très largement les listes menées respectivement par
 : 
-  Joaquim Timoteo (PS-PCF-EELV, 4 553 voix, 28,93 %, 6 conseillers municipaux élus dont 1 communautaire) ; 

-  Boris Gillet (SE, 1 096 voix, 6,96, 1 conseiller municipal élu) ;

- Jean-Luc Le Dévéhat (EXG, 384 voix, 2,44 %, pas d'élu).

Lors de ce scrutin, 42,69 % des électeurs se sont abstenus.
Lors du second tour des élections municipales de 2020 dans les Hauts-de-Seine, la liste UDI-MoDem-LREM-MR menée par le maire sortant Étienne Lengereau — qui avait succédé à Jean-Loup Metton en 2016 — obtient la majorité des suffrages exprimés, avec 5 313 voix (45,08 %, 33 conseillers municipaux élus dont 1 métropolitain), devançant les listes menées respectivement par : 

- Juliette Méadel (DVG — fusionnée avec la liste PS-PCF- PP-GE, du 1er tour menée par Joaquim Timotéo — 4 685 voix, 39,75 %, 9 conseillers municipaux élus) ;

- Aurélien Saintoul	(LFI-G·s-EÉLV, 1 787 voix, 15,16 %, 3 conseillers municipaux élus).

Lors de ce scrutin marqué par la pandémie de Covid-19 en France, 

### Liste des maires
Six maires se sont succédé depuis la Libération de la France:
| Période         | Période                    | Identité             | Étiquette            | Qualité |
| --------------- | -------------------------- | -------------------- | -------------------- | --- |
| 10 octobre 1944 | 18 mai 1945                | Marc Delauzun        | SFIO                 | Agent de contrôle des PTT Maire délégué, président du comité local de libération |
| 18 mai 1945     | 1953                       | Alphonse Robert Thil | SFIO                 | Dessinateur, graveur, lithographe Conseiller général de la Seine (1945 → 1953) Vice-président du conseil général |
| 1953            | mars 1958                  | Jean Mongard         | DVD (ex-RPF)         | Directeur honoraire |
| mars 1958       | 27 mai 1994                | Henri Ginoux         | CNIP puis UDF        | Relieur industriel Député des Hauts-de-Seine (1973 → 1981) Conseiller général de la Seine (1959 → 1967) Conseiller général de Montrouge (1967 → 1994) Conseiller régional (1961 → 1973 et 1976 → 1986) Décédé en fonction |
| 10 juin 1994,   | 20 octobre 2016,           | Jean-Loup Metton     | UDF puis NC puis UDI | Consultant Conseiller régional d'Île-de-France (1998 → 2004) Conseiller général de Montrouge (2004 → 2015) Vice-président de l'EPT Vallée Sud Grand Paris (2016 → ) Démissionnaire                                        |
| 20 octobre 2016 | En cours (au 21 mars 2022) | Étienne Lengereau    | UDI                  | Cadre dirigeant à La Poste Réélu pour le mandat 2020-2026 |

### Jumelages
Au 4 septembre 2014, Montrouge n'est jumelée avec aucune commune.

## Équipements et services publics

### Enseignement
Montrouge est située dans l'académie de Versailles.

#### Établissements scolaires
La ville administre un total de sept écoles maternelles (école maternelle Aristide-Briand, école maternelle Buffalo, école maternelle François-Rabelais, école maternelle Haut-Mesnil, école maternelle Marcelin-Berthelot, école maternelle Maurice-Arnoux et école maternelle Nicolas-Boileau) et huit écoles élémentaires communales (école élémentaire Aristide-Briand, école élémentaire Buffalo, école élémentaire François-Rabelais, école élémentaire Nicolas-Boileau (1898), école élémentaire Raymond-Queneau, école élémentaire Renaudel A et école élémentaire Renaudel B).
Le département gère trois collèges (collège Haut-Mesnil, collège Robert-Doisneau et collège Maurice-Genevoix) et la région Île-de-France deux lycées (lycée Jean-Monnet et lycée Maurice-Genevoix).

#### Vie universitaire
Université Paris-Cité et l'École normale supérieure partagent des locaux au nord-ouest de la ville, rue Maurice-Arnoux. L'université y a installé sa faculté de chirurgie dentaire, alors que l'ENS y dispose d'un internat et d'un centre de préparation à l'agrégation de sciences physiques.

### Santé
Depuis mai 2012, regroupant le centre municipal de santé, le centre d’action sociale, la circonscription de la vie sociale et le centre médico-psychologique, Montrouge dispose du « pôle Santé et solidarité  - Claude-Manonviller ».

### Justice, sécurité, secours et défense
La ville de Montrouge relève du Tribunal judiciaire, du Tribunal pour enfants et du Tribunal de commerce de Nanterre. Elle relève également du tribunal de proximité et du Tribunal paritaire des baux ruraux d'Antony. En matière criminelle, elle relève de la Cour d'assises des Hauts-De-Seine. Le Conseil de prud'hommes auquel se réfère Montrouge est celui de Boulogne-Billancourt ainsi que du Tribunal administratif de Cergy-Pontoise. En appel, Montrouge relève de la Cour d'appel et de la Cour administrative d'appel de Versailles.

### Énergie
Un projet de géothermie commun avec la ville de Makakoff est envisagé à partir de 2016. En septembre 2022, alors que le prix de l'énergie augmente du fait de l'invasion russe en Ukraine, le projet de centrale géothermique de Malakoff voit le jour et charge la société publique locale (SPL), commune à la ville de Malakoff et le Sipperec, de creuser 4 puits pour chauffer jusqu'à 7 000 logements collectifs, des entreprises et des bâtiments publics.
Le projet se base sur la géothermie à basse température, en puisant une eau entre 60 et 85 °C, moins sensible aux phénomènes sismiques. Après avoir été un temps intéressée, la mairie de Montrouge abandonne le projet, avançant que trop peu de personnes seraient concernées à Montrouge.
En avril 2024, un projet de géothermie pour distribuer 90 GWh est démarré avec pour objectif de mise en service en juin 2028. Elle comprend une centrale géothermique avec pompes à chaleur sur le site de l'internat de l'École normale supérieure rue Maurice Arnoux, associée à un doublet géothermique au même endroit, et un réseau de chaleur de 17 km rattaché à des sous-stations[réf. à confirmer].

## Population et société

### Démographie
En 2022, avec 22 354,1 habitants/km2, Montrouge était la cinquième commune la plus dense de France après Levallois-Perret, Vincennes, Le Pré-Saint-Gervais et Saint-Mandé.

#### Évolution démographique
L'évolution du nombre d'habitants est connue à travers les recensements de la population effectués dans la commune depuis 1793. Pour les communes de plus de 10 000 habitants les recensements ont lieu chaque année à la suite d'une enquête par sondage auprès d'un échantillon d'adresses représentant 8 % de leurs logements, contrairement aux autres communes qui ont un recensement réel tous les cinq ans,.
En 2022, la commune comptait 46 273 habitants, en évolution de −5,81 % par rapport à 2016 (Hauts-de-Seine : +2,75 %, France hors Mayotte : +2,11 %).
| 1709      | 1726 | 1745      |
| --------- | ---- | --------- |
| (88 feux) | 168  | (37 feux) |

| 1793 | 1800 | 1806  | 1821  | 1831  | 1836  | 1841  | 1846  | 1851  |
| ---- | ---- | ----- | ----- | ----- | ----- | ----- | ----- | ----- |
| 869  | 810  | 1 128 | 1 464 | 3 847 | 5 995 | 7 125 | 7 813 | 9 223 |

| 1856  | 1861  | 1866  | 1872  | 1876  | 1881  | 1886   | 1891   | 1896   |
| ----- | ----- | ----- | ----- | ----- | ----- | ------ | ------ | ------ |
| 9 910 | 3 534 | 4 809 | 4 377 | 6 371 | 8 595 | 10 334 | 11 992 | 14 317 |

| 1901   | 1906   | 1911   | 1921   | 1926   | 1931   | 1936   | 1946   | 1954   |
| ------ | ------ | ------ | ------ | ------ | ------ | ------ | ------ | ------ |
| 17 298 | 19 261 | 22 771 | 25 813 | 26 310 | 30 343 | 33 260 | 34 735 | 36 298 |

| 1962   | 1968   | 1975   | 1982   | 1990   | 1999   | 2006   | 2011   | 2016   |
| ------ | ------ | ------ | ------ | ------ | ------ | ------ | ------ | ------ |
| 45 260 | 44 922 | 40 304 | 38 517 | 38 106 | 37 733 | 45 178 | 48 710 | 49 128 |

| 2021   | 2022   | - | - | - | - | - | - | - |
| ------ | ------ | - | - | - | - | - | - | - |
| 47 657 | 46 273 | - | - | - | - | - | - | - |

#### Pyramide des âges
En 2018, le taux de personnes d'un âge inférieur à 30 ans s'élève à 37,4 %, soit en dessous de la moyenne départementale (38,4 %). À l'inverse, le taux de personnes d'âge supérieur à 60 ans est de 20,3 % la même année, alors qu'il est de 20,0 % au niveau départemental.
En 2018, la commune comptait 22 929 hommes pour 25 805 femmes, soit un taux de 52,95 % de femmes, légèrement supérieur au taux départemental (52,41 %).
Les pyramides des âges de la commune et du département s'établissent comme suit.
| Hommes | Classe d’âge | Femmes |
| ------ | ------------ | ------ |
| 0,5    | 90 ou +      | 1,5    |
| 4,8    | 75-89 ans    | 7,7    |
| 12,0   | 60-74 ans    | 13,6   |
| 18,5   | 45-59 ans    | 19,1   |
| 24,6   | 30-44 ans    | 22,7   |
| 22,3   | 15-29 ans    | 21,1   |
| 17,4   | 0-14 ans     | 14,2   |

| Hommes | Classe d’âge | Femmes |
| ------ | ------------ | ------ |
| 0,6    | 90 ou +      | 1,6    |
| 5,2    | 75-89 ans    | 7,2    |
| 12,1   | 60-74 ans    | 13,5   |
| 19,3   | 45-59 ans    | 19,4   |
| 22,6   | 30-44 ans    | 21,9   |
| 20,2   | 15-29 ans    | 18,9   |
| 19,9   | 0-14 ans     | 17,4   |

### Manifestations culturelles et festivités
Le salon d'art contemporain de Montrouge, créé en 1955, expose des œuvres d'artistes contemporains d'Europe. Il se tient annuellement au Beffroi de Montrouge.
La Biennale de la jeune création européenne ou Biennale JCE, fondée en 2007, précédemment « Salon européen des jeunes créateurs » et antérieurement la section européenne initiée lors de l'édition 2000 du salon d'art contemporain, a pour objectif de développer un réseau de villes européennes, d’institutions culturelles et de spécialistes de l’art contemporain pour soutenir les talents émergents. Tous les deux ans, chaque pays partenaire désigne huit artistes pour être représenté pendant une exposition itinérante à travers l'Europe qui n'arrive à son terme que lors de l'édition suivante. En prélude de la 7e édition de la biennale (2019-2021) les artistes français étaient réunis au salon de Montrouge du 12 octobre au 3 novembre 2019. La participation de 56 artistes provenant de 7 pays d'Europe était alors projetée pour l'exposition itinérante.
La fête Soleillades se tient, depuis 2009, tous les ans au début de l'automne. Elle remplace la fête des Carriers, qui, après trente-cinq éditions, n'évoquait plus les anciennes carrières de calcaire que par son nom ; néanmoins ce rappel historique, avec entre autres des costumes spécifiques, perpétuait le souvenir de cet ancien métier disparu à Montrouge, en rendant hommage aux travailleurs liés au développement de Paris et de sa banlieue.

### Sports
La ville compte plusieurs clubs sportifs dont :
- Le Montrouge Football Club 92[Note 18]
- Le Cercle athlétique de Montrouge (CAM) : section de tennis et hockey sur gazon
- Le SMM (Stade multi-sports de Montrouge) avec de nombreuses sections (athlétisme, tennis, judo, basket, badminton, pétanque, musculation, natation...)
  - Le SMTC : section tennis
- Le Racing Club de Montrouge (RCM) : club de rugby de la ville de Montrouge évoluant au sein du Championnat FFSE
- Le CEB : Cercle Edouard Branco, club étoilé de taekwondo
- Les Phoenix de Montrouge[101] : club d'ultimate frisbee évoluant au sein des championnats (indoor, outdoor, beach, mixte, open et féminin) de la FFDF

### Cultes
Les Montrougiens disposent de lieux de culte catholique, israélite, musulman et protestant.

#### Culte catholique
La paroisse sainte Joséphine-Bakhita de Montrouge regroupe les trois lieux de culte catholique de la ville :
- église Saint-Jacques-le-Majeur de Montrouge ;
- église Saint-Joseph-Saint-Raymond de Montrouge ;
- chapelle Saint-Luc de Montrouge.

La paroisse de Montrouge s'inscrit depuis janvier 2010 au sein du doyenné des portes, l'un des neuf doyennés du diocèse de Nanterre.

#### Culte israélite
L'association consistoriale israélite administre une synagogue. Une école est aussi présente sur le territoire de la commune.

#### Culte musulman
La ville comporte une mosquée. Sa légalité fut contestée par la mairie et par une partie des copropriétaires de la résidence de son ouverture en 2005 à l'acquisition d'un nouveau lieu juste à côté. L'association musulmane de Montrouge avait lancé en avril 2013 une procédure juridictionnelle contre la commune pour « abus de pouvoir ».

#### Culte protestant
L'Église protestante unie de France est présente à Montrouge depuis 1904.
Une église évangélique baptiste est également présente à Montrouge.

## Économie

### Revenus de la population et fiscalité
En 2010, le revenu fiscal médian par ménage était de 33 950 €, ce qui plaçait Montrouge au 7 864e rang parmi les 31 525 communes de plus de 39 ménages en métropole.

### Entreprises et commerces
Entreprises en activité
De nombreuses PME sont dynamiques. On note une spécialisation dans le domaine des services, de l'édition, du High-Tech et de la recherche médicale :
- Le marketing

- La distribution publicitaire (Mediapost)
- La distribution de presse (Neopress)
- Les Instituts de sondages (TNS Sofres)
- Les sociétés d'études de marché (MV2 Maxiphone)
- Les conseillers en marketing direct (Wegener DM)
- Le télémarketing (Victoria Line)
- Les éditeurs (Les éditions Législatives, Groupe Campus, Les éditions John Libbey)
- L'impression thermique (Axiohm)
- Les télécommunications (Orange)
- Les semiconducteurs (STMicroelectronics France)
- Les SSII

- indépendants (Absyss, Agylis, Coraud, Item Services)
- intégrés à un groupe (Stime pour Intermarché, DSEM pour La Poste)
- La bio-informatique (Genomining)
- La cybersécurité (CrowdSec)
- L'électronique médicale (Ela médical qui appartient au groupe Sorin)
- Les laboratoires pharmaceutiques (Sanofi-aventis, Pfizer)
- Les services de restauration (Buffalo Grill)

Entre 2009 et 2013, le siège du groupe bancaire Crédit agricole s'installe à Montrouge sur les anciens terrains de Schlumberger.
De plus en plus d'entreprises, de renommée nationale voire internationale, délaissent leur adresse postale montrougienne et choisissent une adresse parisienne (se terminant par « PARIS CEDEX 14 »), comme leur offre leur situation dans des immeubles qui sont certes situés sur le territoire de Montrouge, mais implantés le long du boulevard Romain-Rolland qui est aussi sur celui de Paris :
- Cadbury France (fabrication et commercialisation de confiserie) ;
- Pfizer (laboratoire pharmaceutique).
- Chronopost (transport express).

Les plus anciennes entreprises en activité
Alors que la plupart des anciennes industries ont disparu ou ont déménagé, quelques entreprises dont la création remonte au XIXe siècle ou au début du XXe siècle sont toujours en activité.
- La fabrique de papier d'Arménie, créée en 1885 au no 4 rue Morel, est une entreprise familiale qui, malgré un incendie important survenu en 2017, tient à maintenir son site de production dans la ville.
- La marbrerie Pompes-funèbres Mieulle, fondée en 1886.
- L'imprimerie Lecomte, créée en 1889.
- La société Les Robinets Presto, dont le siège social est situé 7, rue Racine, est une entreprise familiale fondée en 1927 sous la dénomination « Patient frères & Cie » par André et Lucien Patient, inventeurs du robinet temporisé à bouton-poussoir qui permet de lutter contre le gaspillage d'eau. Concepteur et fabricant de robinetteries et d'accessoires, elle équipe des sanitaires collectifs. Les produits fabriqués dans ses trois usines (deux en Poitou-Charentes, une au Portugal) sont exportés dans 80 pays[109].

Entreprises disparues :
- Imprimeries des éditions Larousse, dans la rue Gossin ;
- Édition (Bayard Presse dans la rue Maurice-Arnoux, Bordas, Dunod et Belin dans la rue Gossin) ;
- Imprimerie de labeur (Imprimerie Draeger, Imprimerie Ginoux) ;
- Mécanique (Compagnie des compteurs) ; René Gillet (motocyclette), fermée en 1956.
- Fabrique de cirage (Lion Noir, 91, Grande Rue (en 1925), actuelle rue Gabriel-Péri ; récompensé d'une médaille d'argent à l'exposition universelle de Paris, en 1900, d'une médaille d'or à celle de Bruxelles, en 1910) ;
- L'industrie aéronautique : Les trains d'atterrissage (Messier), les hélices : Ratier) ;
- Électronique (Alstom racheté par Areva, Thomson, Gemalto (ex-Schlumberger)) ;
- Laboratoires de photographie industrielle Marcel Hamelle, du no 9 au no 15 rue Carvès ;
- Les tanneries (A. Enault et Cie) ;
- Les distilleries ;
- Les chocolateries.

En 2001, la ville commémorait, par une exposition, un siècle d'industrie aéronautique (disparue), représentée par les sociétés Paulin Ratier et l'entreprise Messier.
La Maison Ratier fondée en 1904 par Paulin Ratier (1875-1939) au 22, rue Chauvelot dans la commune voisine de Malakoff emménagea en 1913 dans ses nouveaux ateliers plus vastes et plus modernes, construits à Montrouge au 155, route de Châtillon (actuelle avenue Pierre-Brossolette) qu'elle dut quitter ultérieurement pour un atelier plus modeste situé dans la même voie (no 97). Elle était spécialisée dans les boîtiers pour la téléphonie, et c'est en 1908, qu'elle introduit une première hélice d’aéroplane. En 1910, Paulin Ratier s'associe avec l’ingénieur Bertrand Montet, qui dépose la marque Rapid. Paulin Ratier est devenu un passionné d'aviation et il participa à de nombreuses manifestations aéronautiques : Grand Prix des avions de transport de l'Aéro-club de France, coupe Michelin, circuit de la Méditerranée.
L'entreprise Messier, était spécialiste des trains d'atterrissage dès 1931. Sa progression fut rapide : en 1939, elle équipait 85 % de l'aviation française[réf. nécessaire].

### Économie sociale et solidaire
- En mai 2015, l'association du Café Culturel et Solidaire de Montrouge achète un ancien café en liquidation judiciaire au tribunal de commerce de Nanterre. « Le Schmilblick » est ouvert en mai 2016 après plusieurs mois de travaux, il se situe en face de l'Aquapol au 94, avenue Henri-Ginoux et propose principalement gratuitement de multiples activités, des boissons et une alimentation à prix très accessible. Un site internet[110] permet d'appréhender la vie de ce café associatif et d'y retrouver son programme mensuel.

## Culture et patrimoine

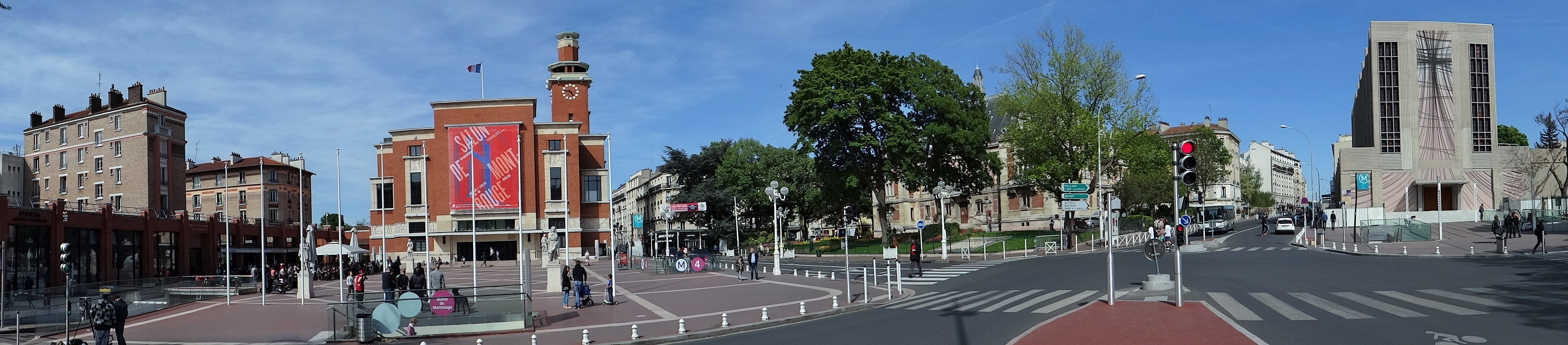
Place Émile-Cresp, Montrouge (avec en arrière-plan, le beffroi, la mairie de Montrouge et l'église Saint-Jacques-le-Majeur).

### Lieux et monuments
La commune comprend de nombreux monuments répertoriés à l'inventaire général du patrimoine culturel de la France.
- L'hôtel de ville (XIXe/XXe siècle), l'une des constructions les plus anciennes de la ville, comporte un corps central construit de 1880 à 1883 d'après les plans de l’architecte du département de la Seine Jacques Paul Lequeux et deux ailes latérales dessinées par l'architecte local Jules Baboin et bâties entre 1902 et 1903; en 1920 Victor Tardieu exécute un plafond.

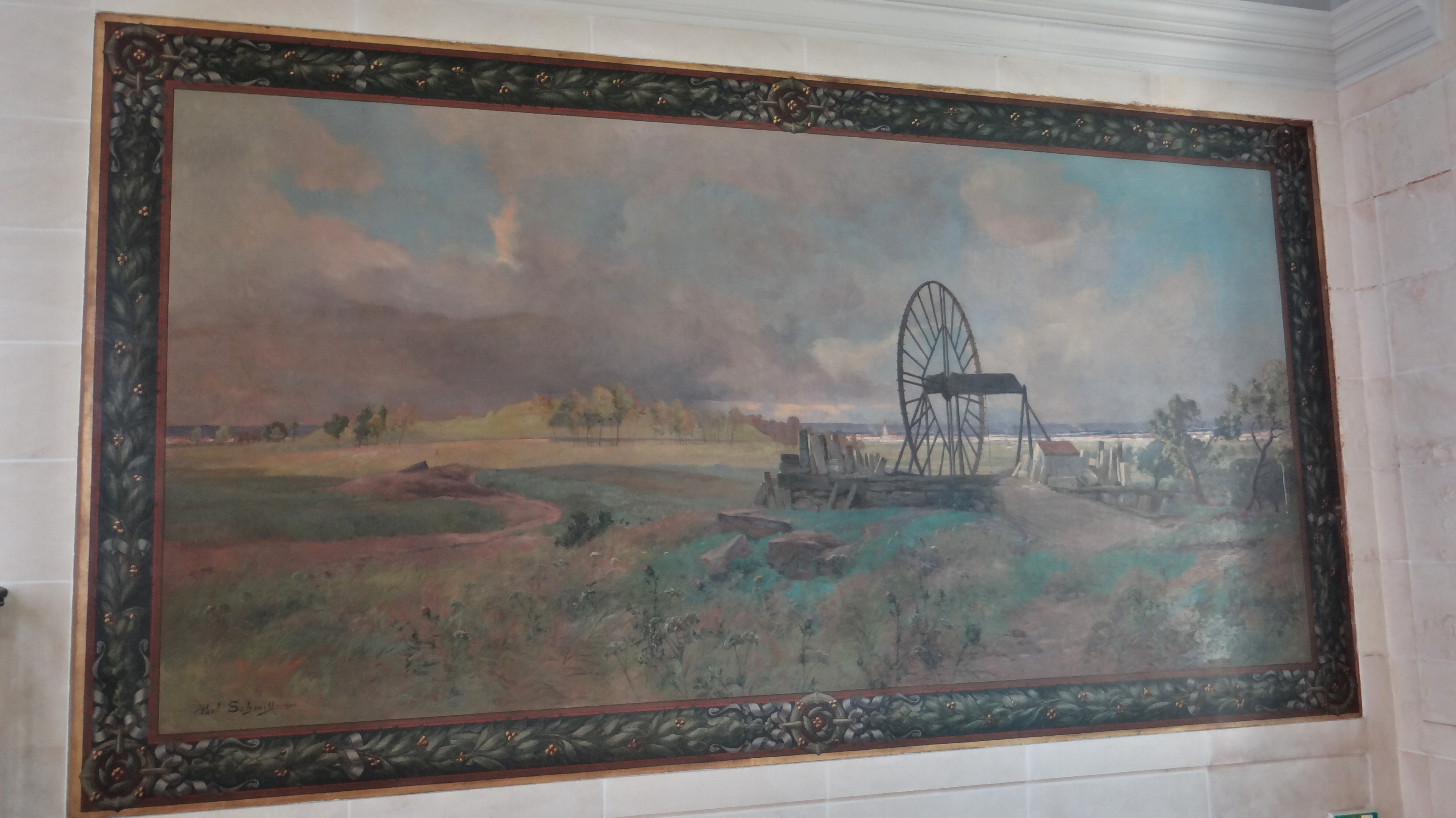
Vue lointaine de Montrouge, Paul Léon Félix Schmitt, 1900.

- Dans l’escalier de l’hôtel de ville est conservé un tableau de Paul Schmitt, Carrière à Montrouge. Il représente un paysage de campagne sous un ciel nuageux. Au milieu, légèrement décentré sur la droite, s'érige la roue de treuil d’un puits. Cette « cage à écureuil » était actionnée par deux carriers.
- Le Beffroi du centre administratif de Montrouge et le grand Carillon de Montrouge installé dans sa coursive extérieure :

Ce carillon électrique duquel les 27 premières cloches ont été fondues et accordées par la fonderie Cornille-Havard de Villedieu-les-Poêles (Manche) et installées en 1999 par l'entreprise Mamias de Gagny (Seine-Saint-Denis) est le plus grand carillon d'Île de France et le deuxième de France. Il a pu être réalisé grâce à la participation financière de trois entreprises montrougiennes dont les logos sont gravés dans le bronze : Rhône Poulenc Roerer, CNEN-EDF et SOFRES. Depuis 2019, avec ses 49 cloches, le carillon est complet : L'ancienne cloche de l'horloge a été raccordée et intégrée à l'échelle sonore. Il a retenti symboliquement une première fois dans la nuit du 31 décembre 1999 au 1er janvier 2000. Lors de l'inauguration officielle, le 26 février 2000, c'est à Régis Singer, carillonneur de son état, et à Jean-Louis Voiland, directeur de l'ensemble vocal Stesso Tempo jusqu'en 2002, qu'est revenu l'honneur de jouer des œuvres classiques, des airs traditionnels ainsi que quelques chansons de variété. Depuis le 10 mars 2000, le carillon se fait entendre deux fois par jour : à midi, Tambour de Jean-Philippe Rameau (arrangement pour carillon et interprétation de Régis Singer) ; à 19 h, Ballade de Ferdinand Carulli (arrangement pour carillon et interprétation de Jean-Louis Voiland).
Le grand Carillon de Montrouge est illuminé la nuit. Il est ouvert à la visite lors des journées européennes du patrimoine organisées annuellement par le ministère de la culture et de la communication en septembre.

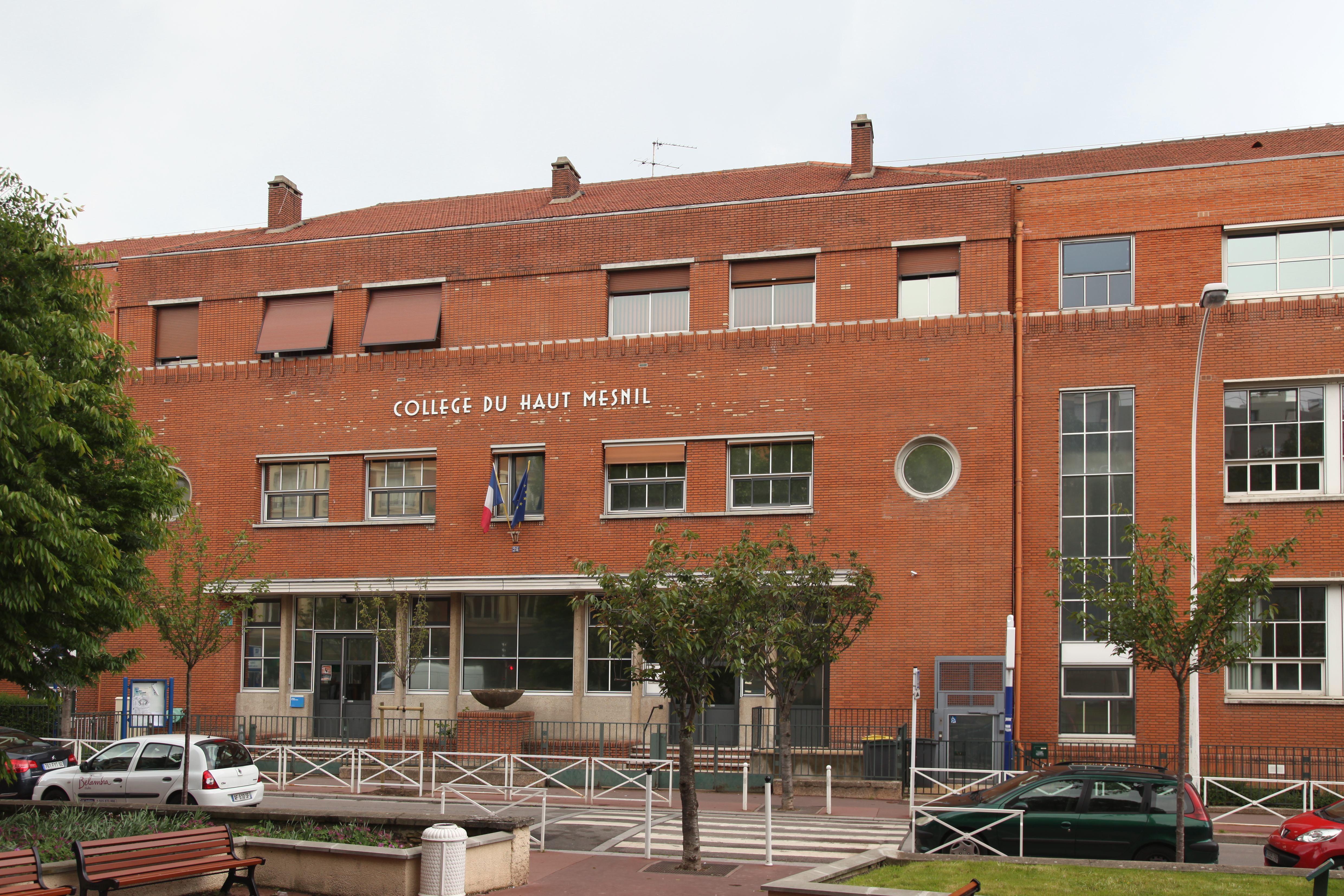
Le collège du Haut-Mesnil.

- L’école primaire et l’école maternelle ou groupe scolaire du Haut-Mesnil furent bâties de 1931 à 1933 sur les plans des architectes Jean Auguste Tisseyre et M. L. Genin.
- Hôtel particulier[113], 10, rue Gutenberg (1898), construit par et pour l'architecte et illustrateur Émile Marcellin Rivoalen[114] (1843-1912).
- Le fort de Montrouge, construit en 1843 est situé en fait dans la commune d'Arcueil. Montrouge n'a pas voulu intégrer le fort sur le territoire de la commune, car, à l'époque, elle aurait dû supporter l'entretien des militaires.
- Le cimetière de Montrouge.

Elle comprend également un grand ensemble labellisé « Architecture contemporaine remarquable » (anciennement « Patrimoine du XXe siècle ») : la résidence Buffalo.

#### Édifices religieux
- L'église Saint-Jacques-le-Majeur de Montrouge (1934-1940) 39, rue Gabriel-Péri, affectée au culte catholique, a été construite sur les plans de l'architecte Erik Bagge et est inscrite au titre des monuments historiques. Fresques de Robert Lesbounit et d'André Auclair avec la participation d'un collectif d'artistes dont Jean-Robert Ipoustéguy.
- La chapelle Saint-Luc de Montrouge (1961), 23, avenue du Fort, affectée au culte catholique, labellisée au titre du Patrimoine du XXe siècle[115].
- L'église Saint-Joseph-Saint-Raymond de Montrouge (1962-1963), 101, avenue Jean-Jaurès et la chapelle Saint-Raymond (1936), 17, rue Henri-Barbusse, affectées au culte catholique[116].
- Le nouveau temple (2005) du centre paroissial de l'église protestante unie de Montrouge, 64, rue Maurice-Arnoux remplace l'ancien temple (1904) construit au no 27 de la même rue[117] (alors rue de Fontenay) qui a été désaffecté et transformé par la municipalité en salle polyvalente sous la désignation La Distillerie[118]. Mise à disposition des associations montrougiennes, cette dernière a entre autres accueilli l'orchestre d'Harmonie de Montrouge, des troupes de comédiens et comédiennes et des marionnettistes[119].

#### Œuvres d'art dans l'espace public

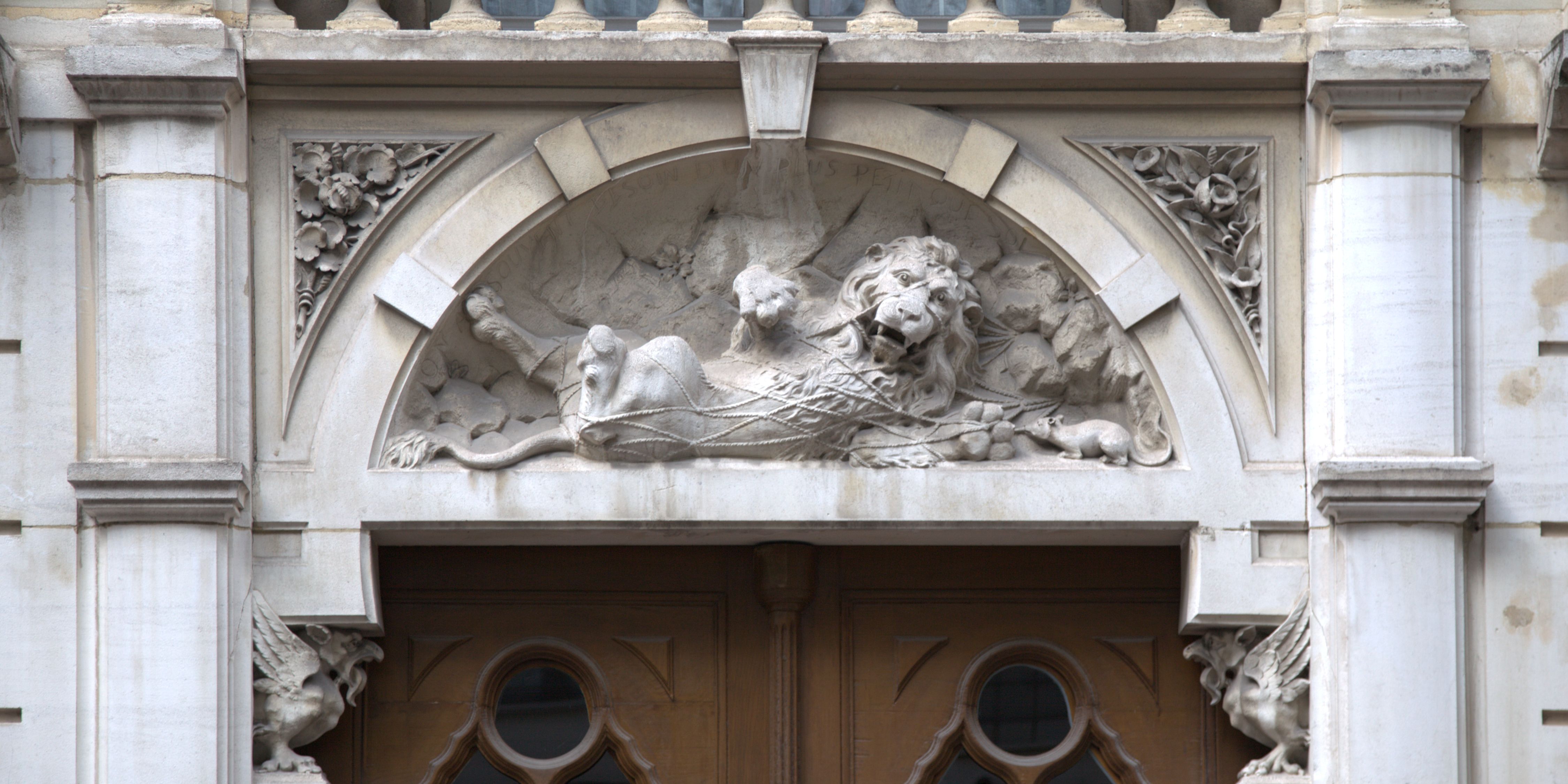
Tympan (1897), 30, avenue Verdier.

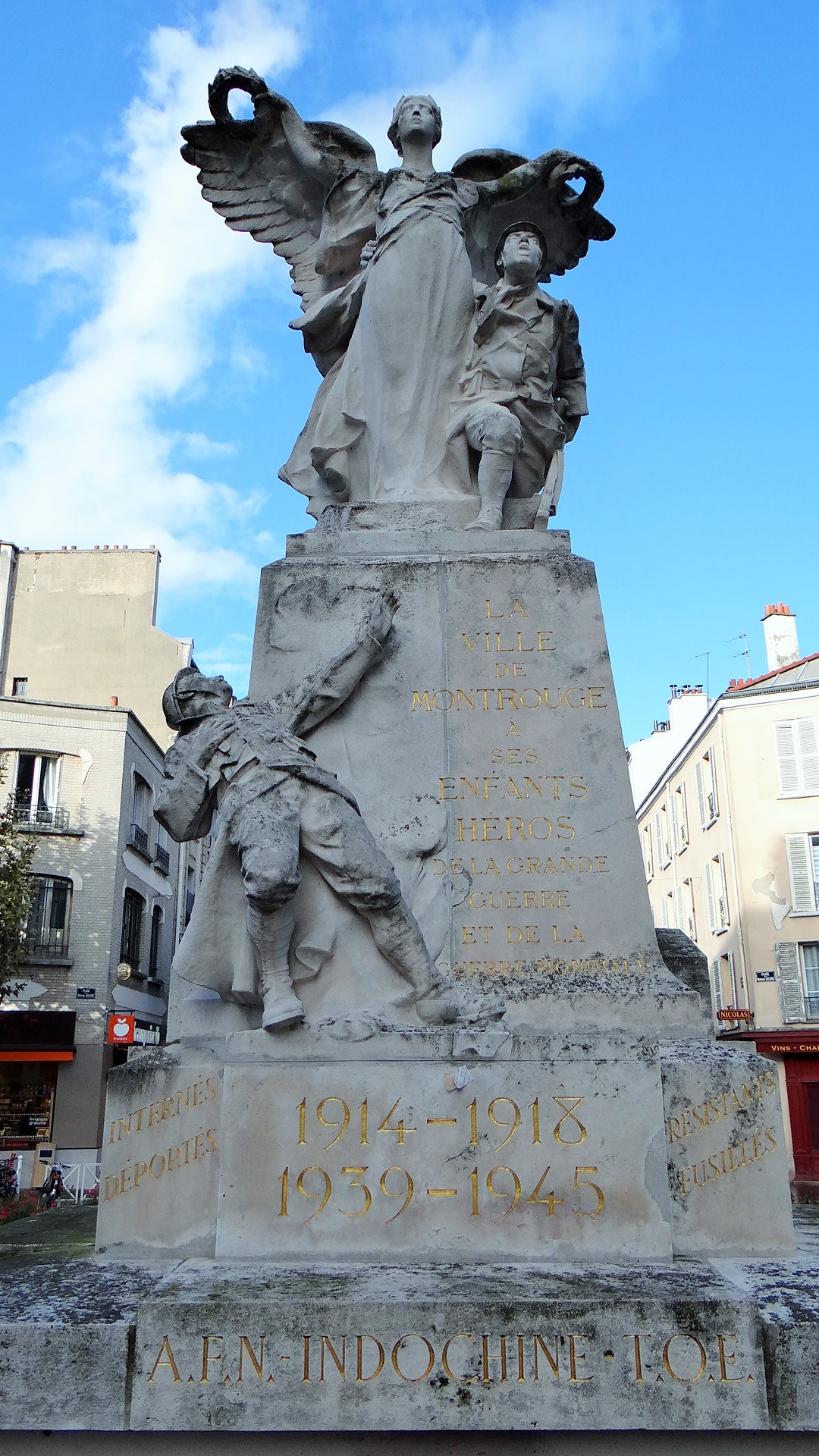
Monument aux morts de Montrouge (1922), place du Maréchal-Leclerc.

- Deux tympans cintrés (1897), nos 30-32 avenue Verdier, reliefs en pierre calcaire (hauteur 80 cm, largeur 160 cm) par un auteur inconnu avec des représentations animalières tirées des Fables de La Fontaine. Propriété privée. (Voir avenue Verdier).
- Le Monument aux morts de Montrouge (1922), place du Maréchal-Leclerc, piédestal et groupe en pierre sculptée, œuvre réalisée par le sculpteur Eugène Paul Benet en collaboration avec l'architecte Pierre Marie (pour le socle). Érigé conformément à la délibération du conseil municipal du 25 octobre 1918 en hommage aux morts de la première Guerre mondiale, ce monument a ultérieurement été dédié également à la commémoration des conflits de 1939/45, d'Indochine (1946-1954) et d'Algérie.
- La Femme au coquillage ou Femme à la conque, square de la place des États-Unis, statue de marbre blanc par Émile Fernand-Dubois (1869-1952), inscrite au patrimoine culturel d'Île-de-France[120].
- Le Jeune homme à la flûte (érigé en 2000), square Jean-de-La-Fontaine, angle des rues Racine et Jean-de-La-Fontaine, statue en bronze (hauteur 170 cm) commandée par la municipalité au sculpteur belge Guillaume Werle[121] (né en 1968) qui vit et travaille à Montrouge depuis 1999[122].
- A Coluche ou La Salopette (2011), place de la Libération, bronze (hauteur 155 cm), œuvre de Guillaume Werle réalisée à la demande de la municipalité pour la commémoration du 25e anniversaire de la mort accidentelle de l'humoriste Michel Colucci (1944-1986)[123].
- Portrait en médaillon à l'effigie de George Messier (dévoilé en 2008), 2 rue George-Messier, bronze par Guillaume Werle, créé à l'occasion de l'inauguration de la rue George Messier[124].
- Stèle en hommage au général de Gaulle, square de l'Hôtel-de-Ville, 43 avenue de la République, stèle ornée d'un portrait en médaillon, située à l'angle nord-est de l'hôtel de ville.
- Une verrière (1930), nos 40-46 place Jules-Ferry, par le peintre verrier Louis Barillet.
- Sculpture abstraite (vers 1954) par Émile Gilioli (1911-1977), 28/34, place Jules-Ferry (voir place Jules-Ferry).
- Peinture murale abstraite (vers 1954) par Casimir Zielenkiewic (1906-1988), dit Caziel, 5/13, avenue Léon-Gambetta.

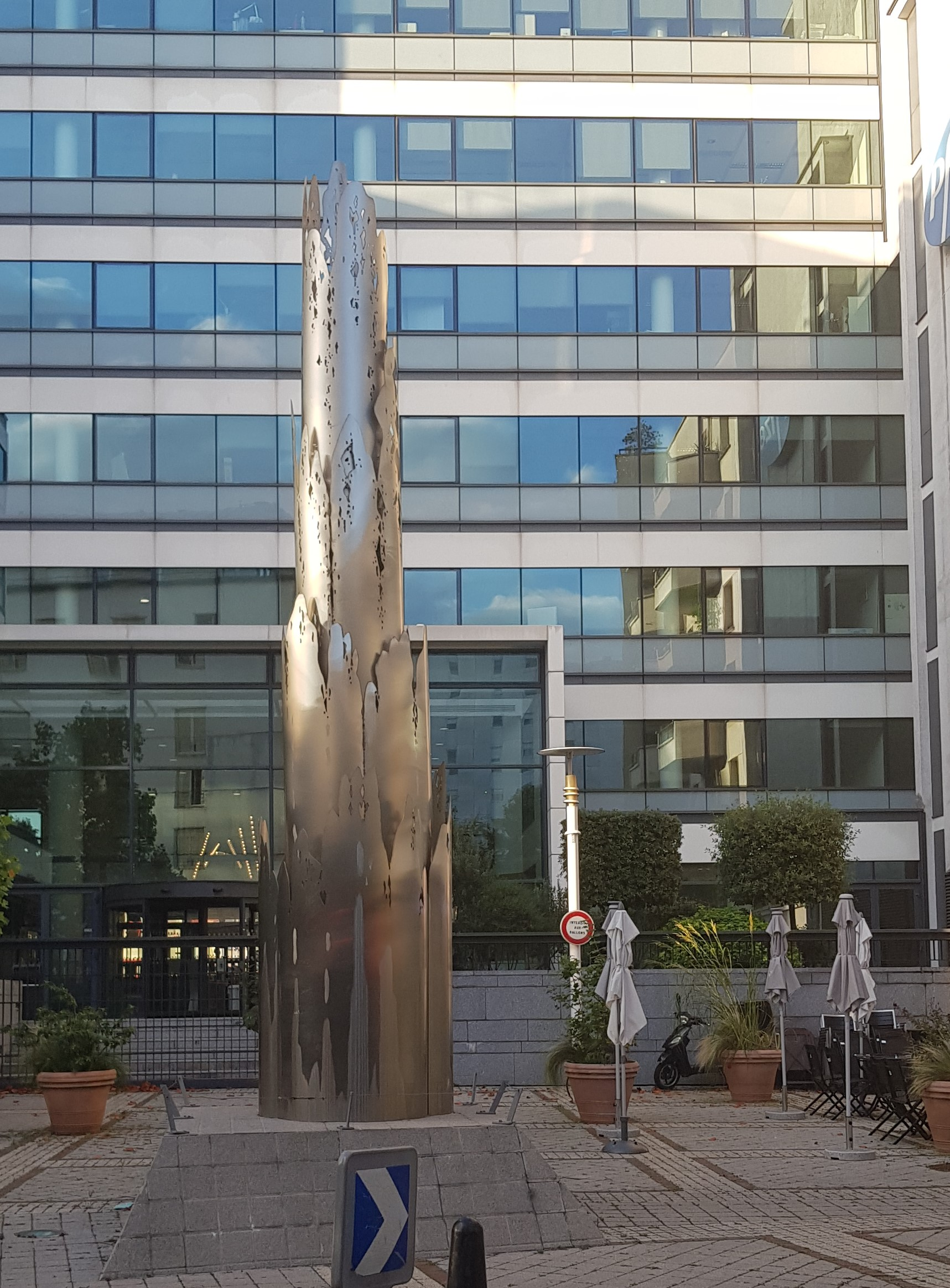
Sculpture abstraite, 7 rue Danton.

- Sculpture abstraite au 7 rue Danton.
- Les quatre statues installées en avril 2014 sur la place Émile-Cresp sont des copies réalisées dans les années 2010 d'après des statues en plâtre (XIXe siècle) autrefois exposées dans le hall de la mairie de Montrouge et provenant de l'ancien hôtel de Ville de Paris incendié sous la Commune en 1871[125] :
— Molière d'après l'original créé vers 1850 par Auguste Ottin, statue en pied, en résine (2 m de haut, 60 cm de large, 50 cm de profondeur) représentant l'auteur debout, avec un parchemin, un masque et une couronne de lauriers ;
— Boileau d'après le plâtre original d'Hippolyte Maindron :
— Lavoisier d'après le plâtre original créé vers 1850 par Armand Toussaint, statue en pied, en résine (2 m de haut, de 80 cm de large et de 58 cm de profondeur) représentant l'homme debout, avec un papier, une mine et une balance ;
— Denis Papin, statue en pied, en résine, d'après Célestin-Anatole Calmels.

Statues de la place Émile Cresp
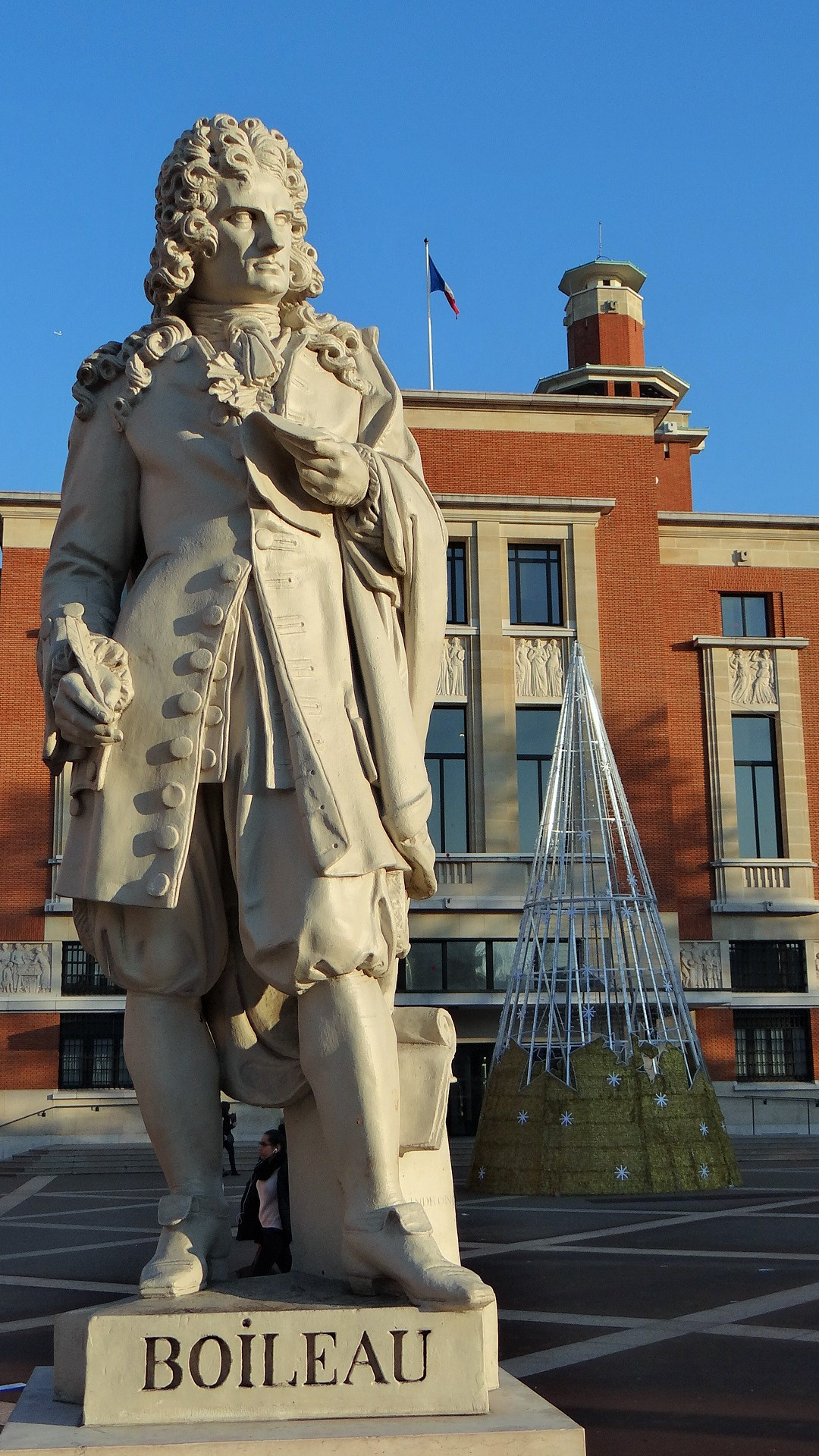
Hippolyte Maindron, Boileau.
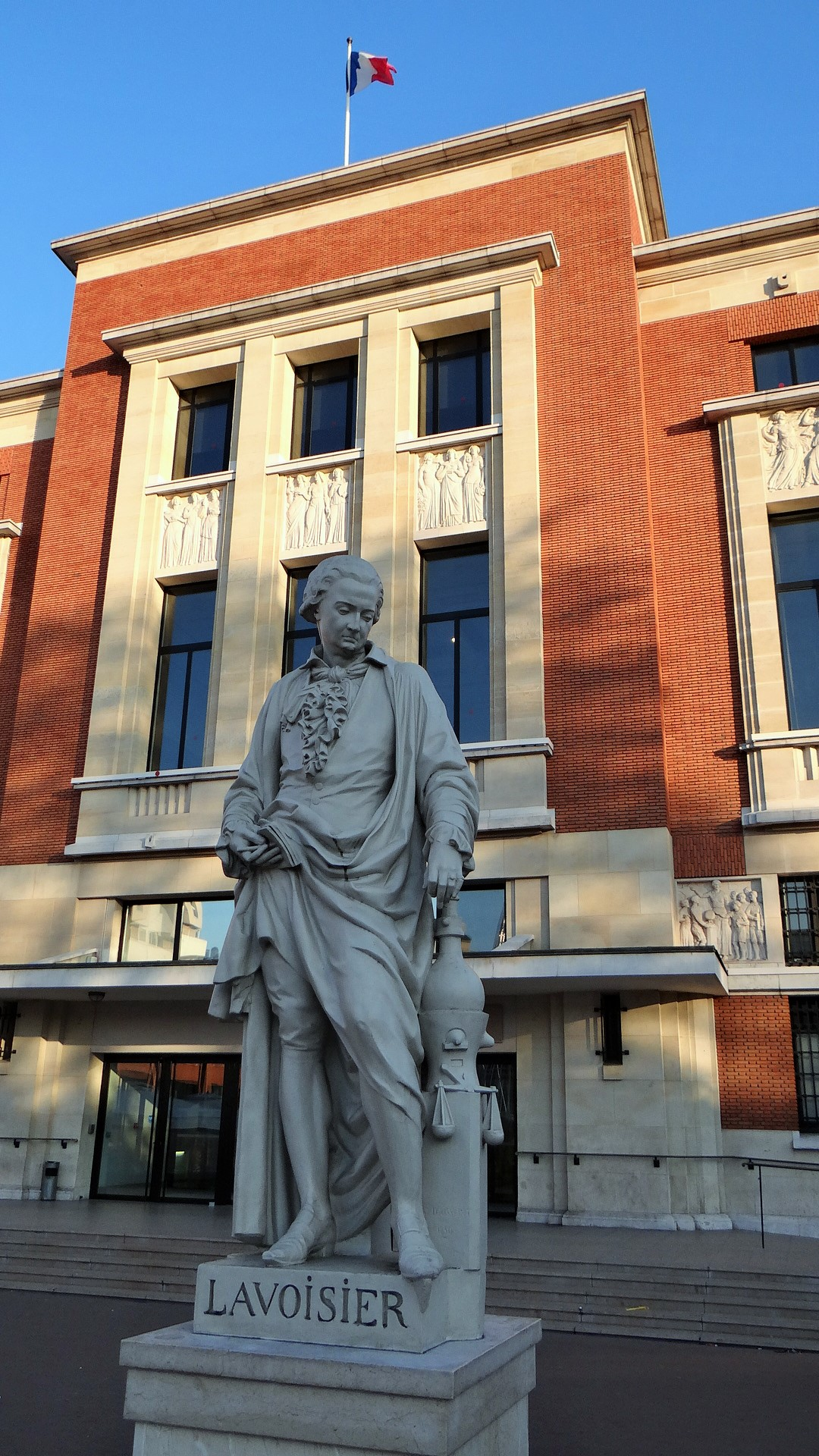
Armand Toussaint, Lavoisier (vers 1850).
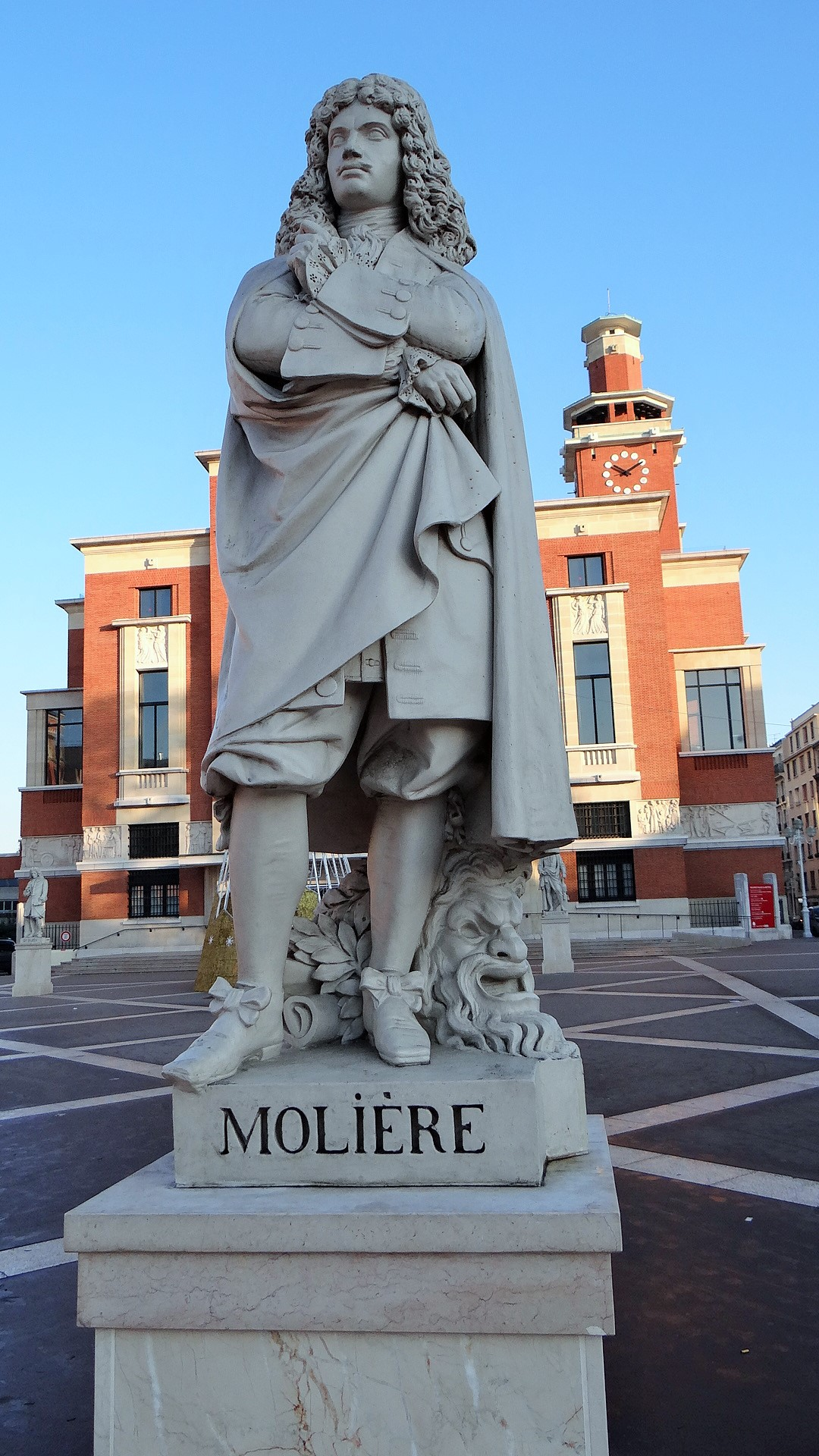
Auguste Ottin, Molière (vers 1850).
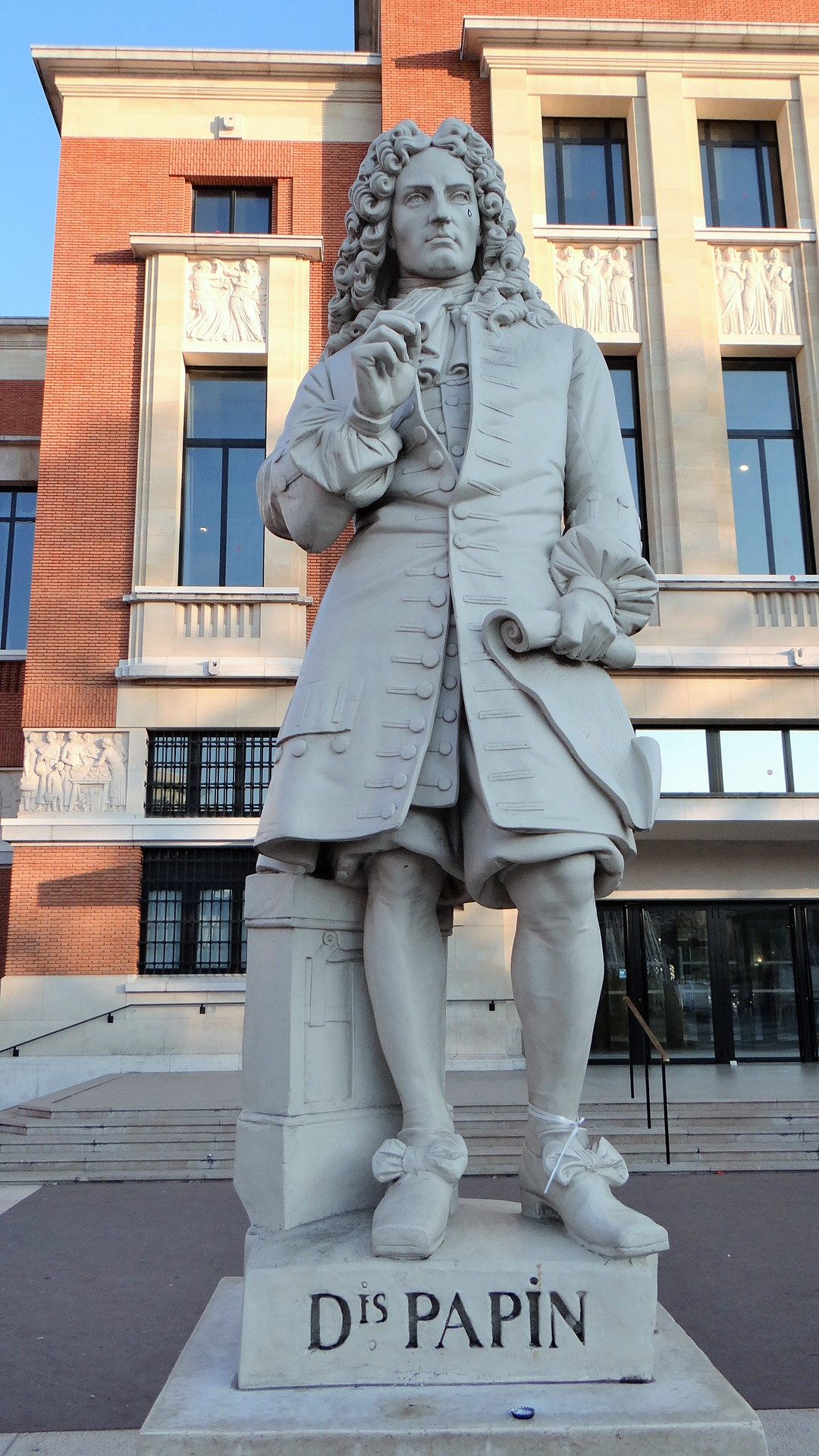
Célestin-Anatole Calmels, Denis Papin.

### Espaces verts

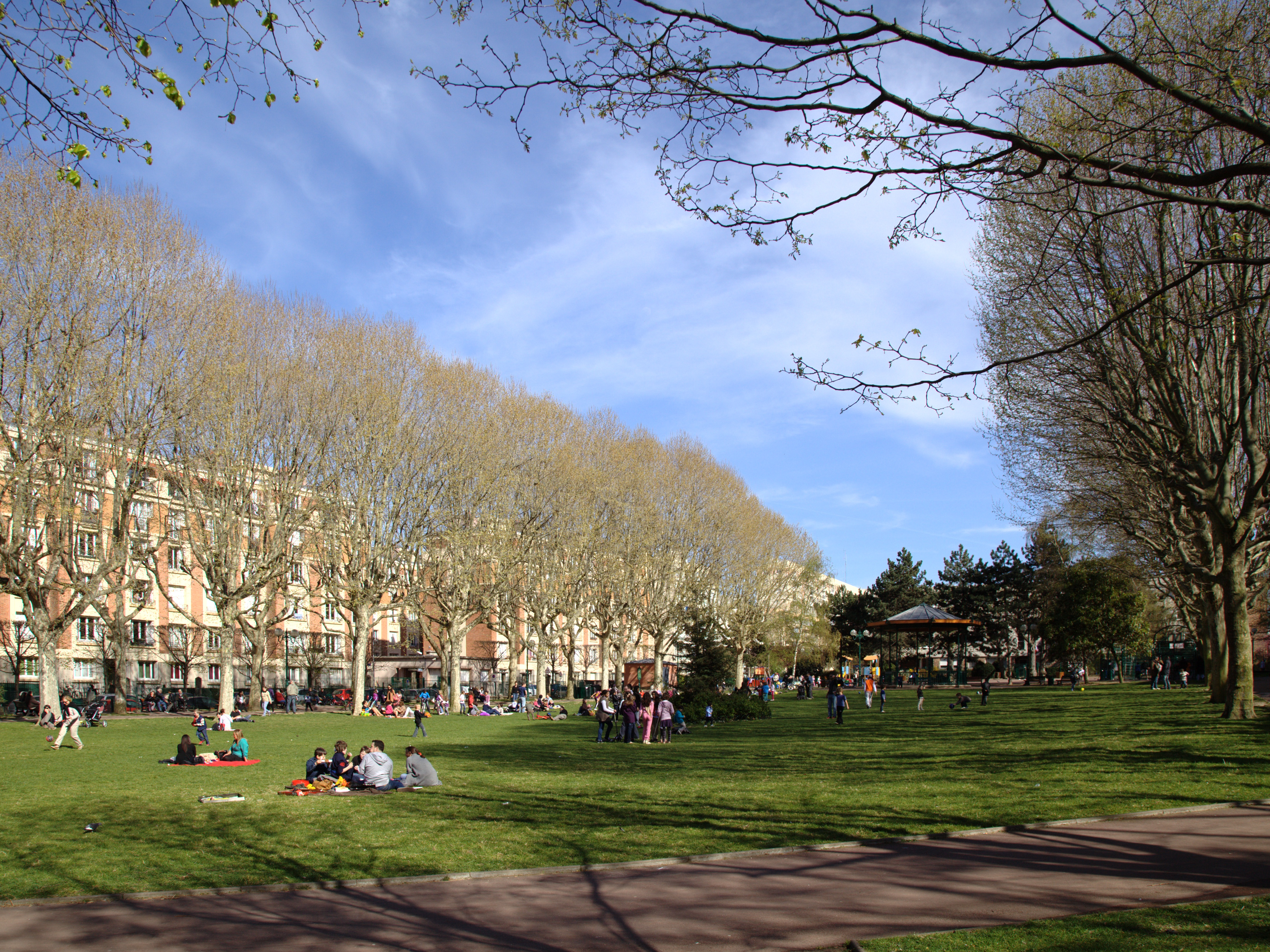
Le square Renaudel.

Montrouge compte dix-huit squares couvrant près de 5 % de son territoire (9 hectares d'espaces verts).
- Le square de l'Hôtel-de-Ville (1925, réaménagé en 1992), 43, avenue de la République occupe une superficie de 3 760 m2. Parmi les 36 arbres (Tilia, Acer platanoides, Taxus baccata, Ginkgo biloba, Aesculus, Robinia, Prunus serrulata...) un érable (Acer negundo) imposant et puissant de 17 m d'envergure pour 13 m de hauteur attire l'attention.
- Le square Renaudel (créé dans les années 1950, réfections réalisées en 1983, 2000, 2003), avenue Jean-Jaurès, d'une superficie de 8 114 m2, jeux pour enfants et kiosque à musique[127].
- Le square de l'avenue de la République, 75, avenue de la République, et le jardin Pablo Picasso, 22, avenue Victor Hugo, communiquent entre eux (superficie totale 4,730 m2). Ils se partagent un bassin muni d'un jet d'eau, une gloriette, 73 arbres (bouleaux, cèdres, ginkgo biloba, marronniers) dont un marronnier commun de 16 m d'envergure, une aire de jeux réservé aux enfants de 2 à 8 ans, des nichoirs et un gîte à coccinelles[128].
Le second de ces espaces, précédemment partie intégrante du premier, a été rebaptisé conformément à une décision prise par le conseil municipal dès 2019, en hommage au peintre espagnol Pablo Picasso (1881-1973), qui a habité, de 1918 à 1919, la maison (disparue) qui s'élevait alors à cet endroit[129],[130]. L'inauguration officielle du jardin et le dévoilement de sa nouvelle plaque nominative n'ont lieu qu'en avril 2023, qui coïncide ainsi — à deux jours près — avec la commémoration du cinquantenaire de la disparition de Picasso, le 8 avril 1973[131].

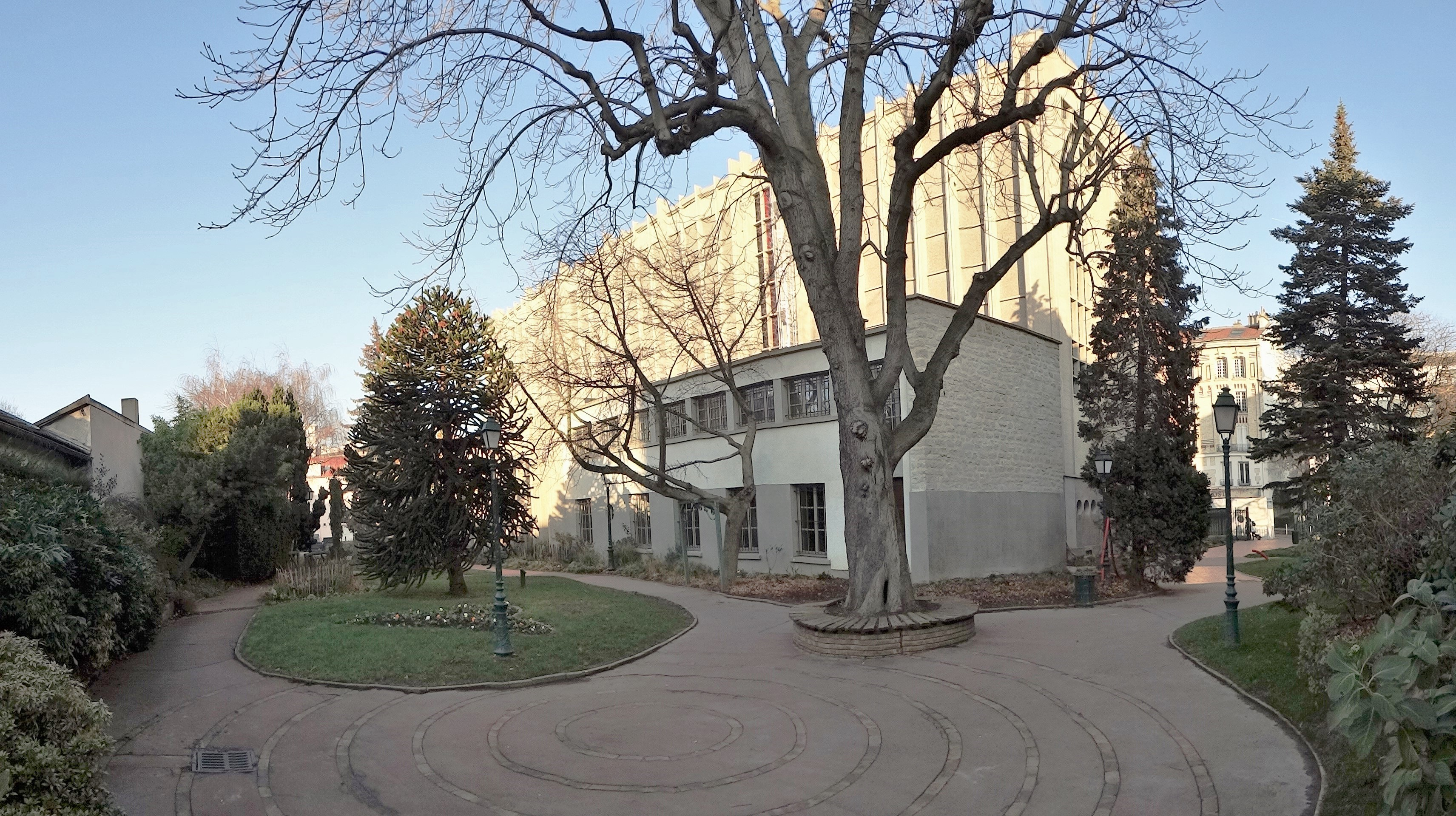
Square Robert-Schuman.

- Le square Schumann (1967/1969, réaménagé en 1999 et en 2003), rue Gabriel-Péri derrière l'église Saint-Jacques a une superficie de 3 735 m2, divisée en trois parties dont une pour le jeu des enfants. Il héberge plusieurs espèces d'arbres : Ginkgo biloba, Aesculus, Catalpa, Betula verrucosa Alba, Abies kosteriana, Morus, Tilia, Koelreuteria, Savonnier de Chine (9 m d'envergure pour 10 m de hauteur), Marronnier (17 mètres d'envergure pour 15 de hauteur), Mûrier noir (9 mètres d'envergure pour 10 de hauteur), Cerisier double du Japon (12 m d'envergure pour 8 m de hauteur).
- Le jardin des Combattants-d'Afrique-du-Nord (2002, Laurence Jouhaud paysagiste), ZAC du Nord, d'une superficie de 1,500 m2 est un enclos abrité du vent et du froid par des immeubles hauts de 6 à 10 étages où prospèrent 21 palmiers de 2 à 7 m de haut[132].
- Le jardin Toscan (2016, Laurence Jouhaud paysagiste), 24/34, rue Maurice-Arnoux, d'une superficie de 3,900 m2, situé à l'emplacement d'anciens entrepôts a été conçu dans l'esprit des jardins de Florence. Il comporte deux terrasses belvédères et un bassin canal avec 15 fontaines, avec pour matériaux de prédilection la brique artisanale terre de sienne et la terre cuite. Des parterres de plantes odorantes ou médicinales méditerranéennes accompagnent les arborées : cyprès, oliviers, palmiers. Des arbrisseaux de la région parisienne, tels que noisetier, amélanchier, prunellier, ligustrum sergat et lilas délimitent ce jardin écoresponsable[133].
- Le square Jean-Moulin, 110, avenue avenue Aristide-Briand, comprend un skatepark d'une surface de 389 m2 (16 m x 24 m)[134].
- Les allées Jean-Jaurès[135] (2019, Péna Paysages), promenade plantée le long de l'avenue Jean-Jaurès.
- Le parc Jean-Loup-Metton (2019), avenue Jean-Jaurès, d'une superficie de 10 000 m2 avec aires de jeux, de pique-nique, de fitness et de lecture. Le kiosque à musique autrefois situé devant la mairie y a été transféré.
- Le square Charles-de-Gaulle (1997), dissimulé au 15, boulevard du Général-de-Gaulle derrière des immeubles contemporains : 2 000 m2 doté de 13 arbres (Fagus sylvatica purpurea pendula, savonnier, Cyprès de Lawson, Sapin du Colorado…), jeux pour enfants, babyfoot, plateau multisport.
- Le square de la Marne, 54 avenue de la Marne, consiste essentiellement en un terrain multisport (236 m2) dédié aux pratiques collectives (basket, football, handball), deux tables de ping-pong et un plateau fitness, le tout entouré de gazon (452 m2) bordé de massifs plantés. Rénové en 2023 avec plantation de 19 arbres, et installation d'un hôtel à insectes et d'un nichoir[136].
- Le square du petit Arpajonnais, rue Danton, aire de jeux réservés aux enfants de 2 à 6 ans.
- Pour mémoire, car il a disparu, début 2019, lors de la création des « allées Jean Jaurès » : le square de la place des États-Unis, sur une étendue de 2 712 m2 hébergeait quelques toboggans pour enfants, une pelouse au milieu de laquelle se situe la « Femme au coquillage », statue d'Émile Fernand-Dubois. Ce square, créé en 1928 et rénové en 2002, n'existe plus. Il abritait seize arbres (Acer platanoides, Acacia, Catalpa, Zelkova, Tilia, Ginkgo biloba). Également disparu, le square du Colonel-Rol-Tanguy qui se trouvait au nord du square des États-Unis au niveau de l'ancien arrêt éponyme de la ligne du bus 68 en direction de son terminus à Chatillon-Montrouge.
- Jardins partagés : jardin Haut-Mesnil-Grand-Sud (2014), angle de la rue Jean-Jaurès, et de l'avenue de la Marne ; jardin de la Vanne (2020) 60, rue de la Vanne, 60 m2 ; les jardins du Conservatoire, avenue Henri-Ginoux, quartier Ferry-Buffalo ; les jardins Barbusse, parvis de l'église Saint-Joseph, à l'angle de l'avenue Jean-Jaurès et de la rue Henri-Barbusse; les jardins Jean-Jaurès, dans le parc Jean-Loup-Metton, allées Jean-Jaurès ; jardin partagé Victor-Basch, rue Victor-Basch ; jardin partagé Jean-Monnet, à côté du lycée Jean-Monnet.

En 2009, Montrouge a obtenu le niveau « trois fleurs » au concours des villes et villages fleuris.

### Patrimoine culturel

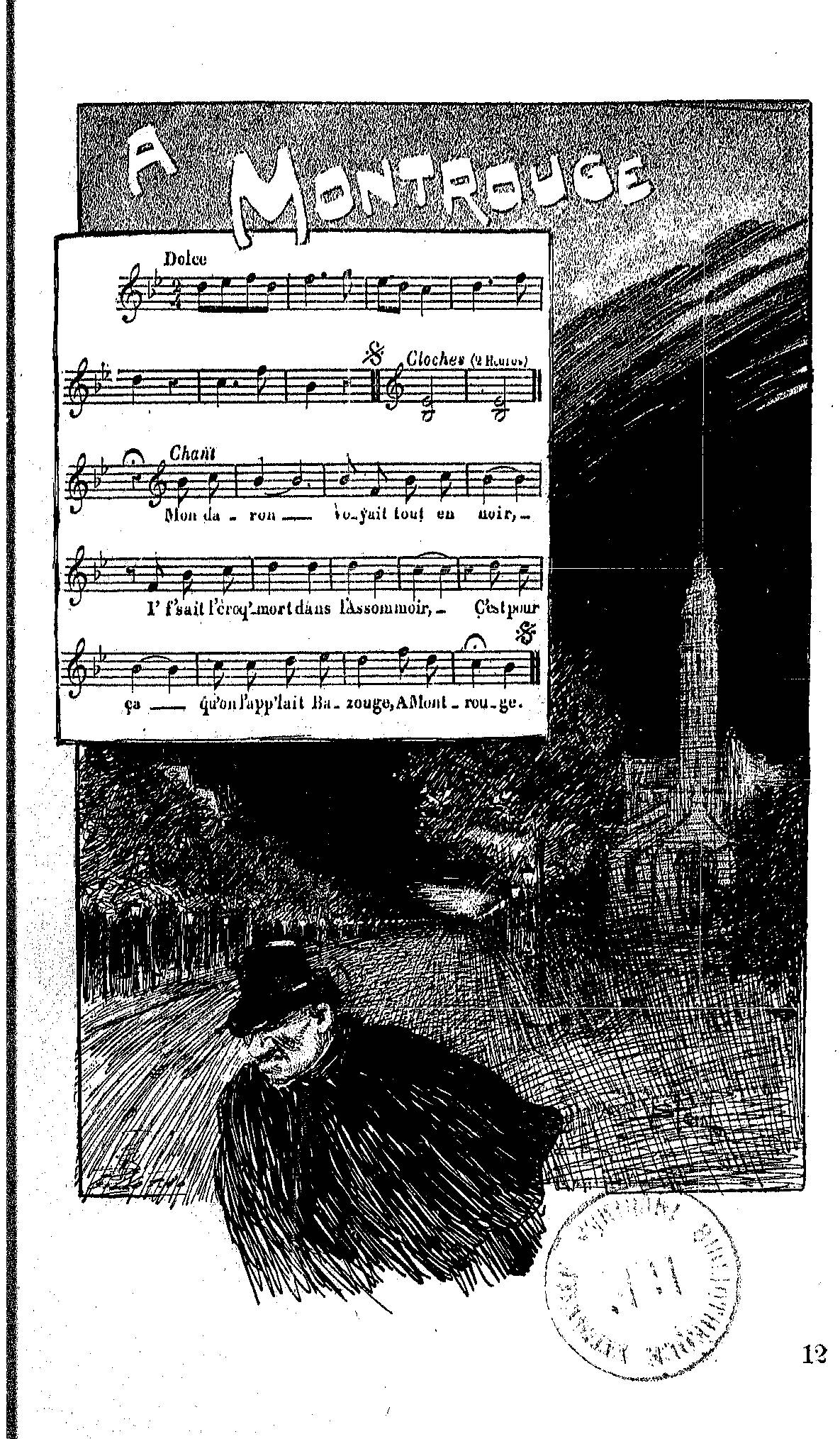
Illustration de Steinlein pour la chanson d'Aristide Bruant À Montrouge.

- Médiathèque municipale de Montrouge, 23, rue Gabriel-Péri[139] (voir à cette adresse).
- Conservatoire Raoul Pugno, 6 rue Racine
- Espace Michel Colucci, 88, rue Racine[140]
- Ciné Montrouge (voir Espace Michel Colucci), 88, rue Racine

#### Montrouge dans la littérature
- Les Mille et Un Fantômes (1849) d'Alexandre Dumas contient, dans le premier chapitre intitulé La rue de Diane à Fontenay-aux-Roses le récit d'un voyage de Paris à Fontenay-aux-Roses, au départ de la barrière d'Enfer, avec une description de l'environnement de la plaine de Montrouge et de l'activité des carriers.

#### Films tournés à Montrouge
Montrouge a servi de cadre pour des scènes de films ou téléfilms :
- Les Bâtisseurs, 1938 de Jean Epstein ;
- Les Vécés étaient fermés de l'intérieur, 1976 de Patrice Leconte avec Coluche, Jean Rochefort ;
- La Classe de neige (1998) de Claude Miller, film primé au festival de Cannes avec l'acteur montrougien François Roy ;
- Un secret (2006) de Claude Miller, avec des prises de vue dans la salle des mariages de l'hôtel de ville ;
- Enfermés dehors (2006) d'Albert Dupontel ;
- Un épisode de la série Alice Nevers, le juge est une femme (2008), avec des prises de vue du nouveau Centre Administratif transformé en Hôpital pour l'occasion ;
- Un épisode de Julie Lescaut également, où la façade de l'atelier Traphot a pris l'allure d'un commissariat.

### Personnalités liées à la commune

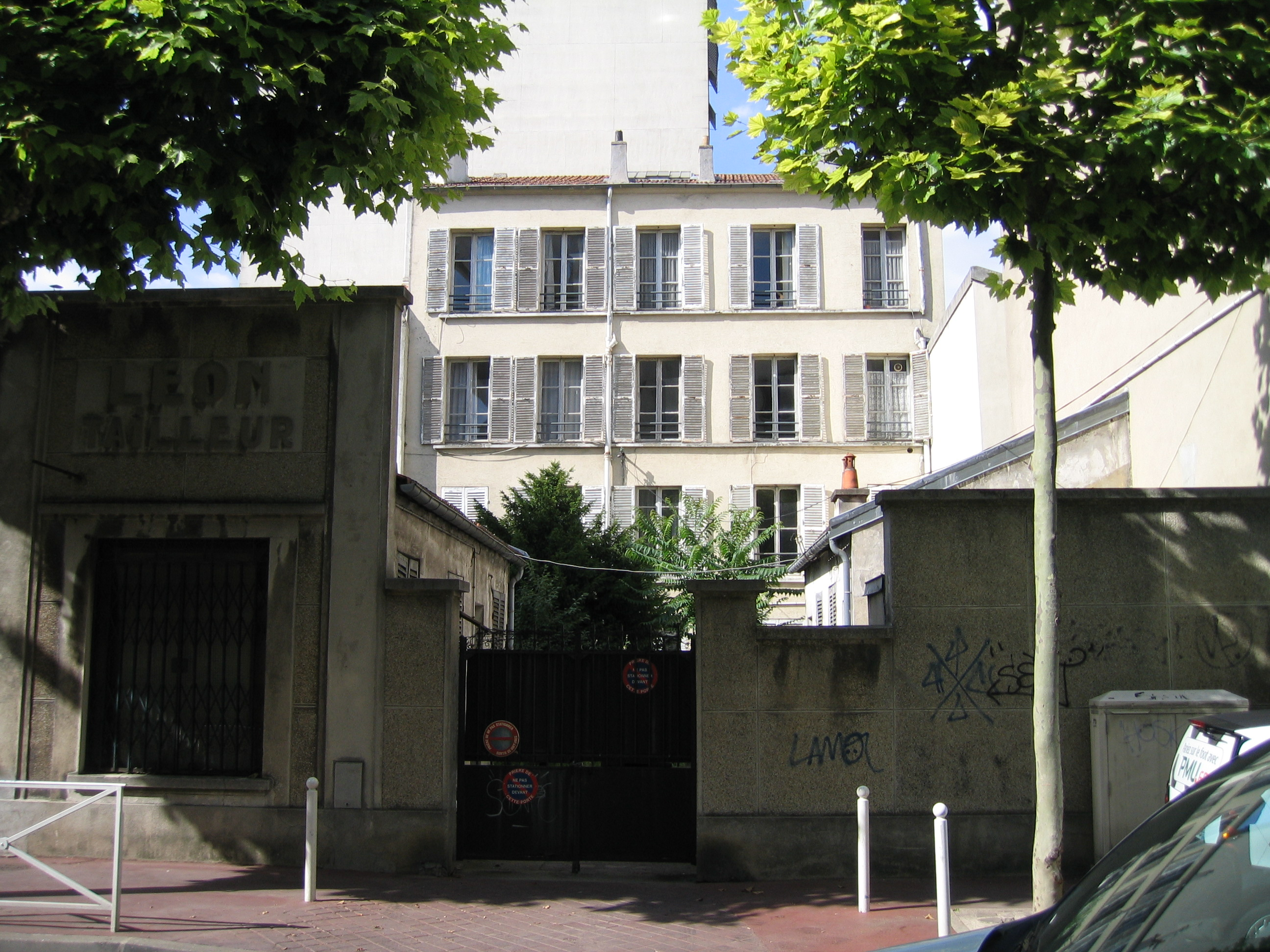
4, rue Louis-Rolland, où l'écrivain Raymond Federman passa son enfance.

### Héraldique
| Blason de Montrouge | Blason  | D'azur à l'étoile d'or à 34 rais.[réf. nécessaire] |
| Blason de Montrouge | Détails | Le statut officiel du blason reste à déterminer.   |

## Pour approfondir